# Orsini

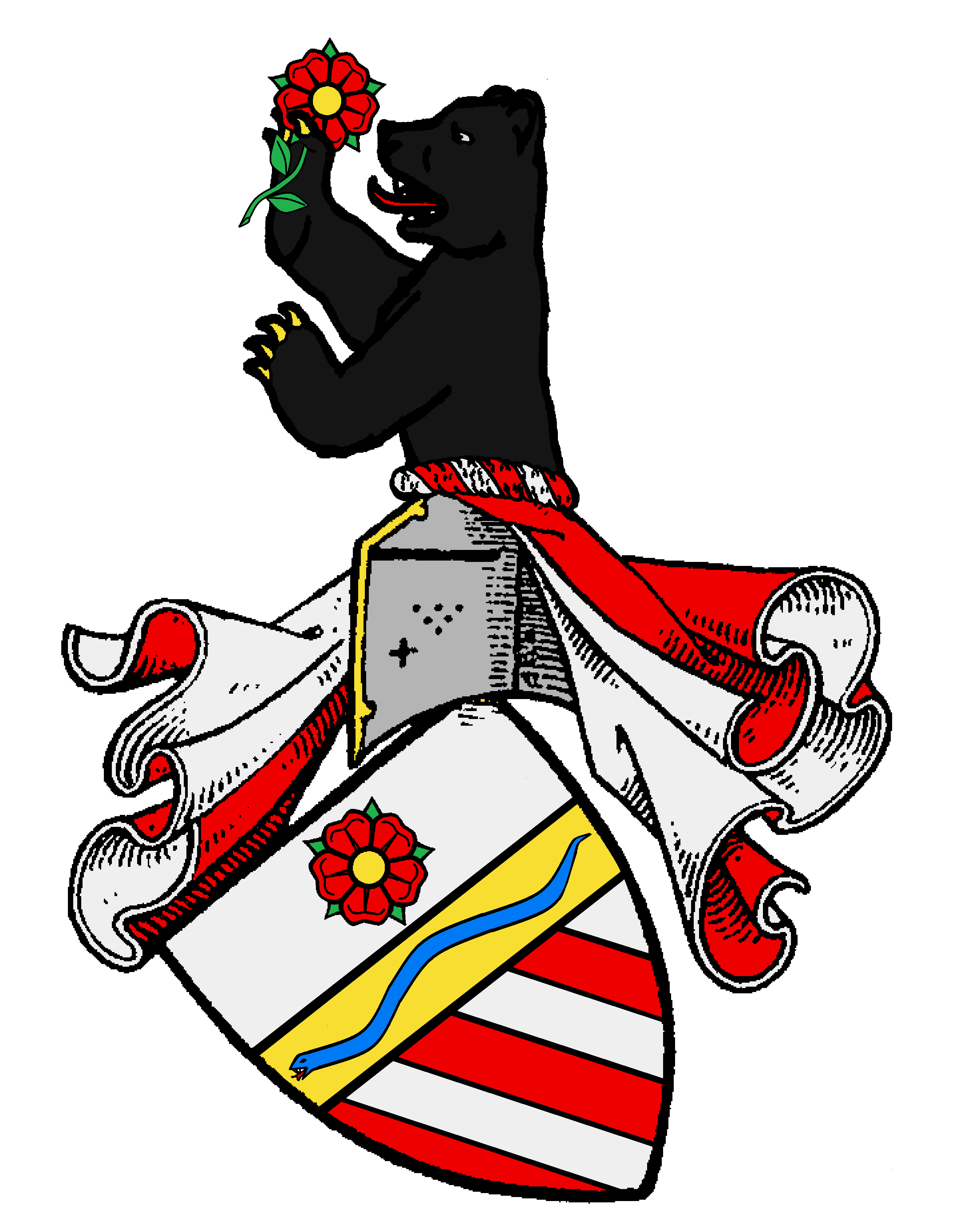
Wappen der Orsini

Die Orsini sind eine weit verzweigte römische Adelsfamilie, die ursprünglich unter dem Namen Bobonen bekannt war und zwischen 1100 und 1900 maßgeblichen Anteil an der italienischen Geschichte hatte. Aus der Familie Orsini kamen drei Päpste, 24 Kardinäle und zahlreiche andere hohe kirchliche Würdenträger sowie weltliche Fürsten. Die Familie existiert bis heute und zählt zum europäischen Hochadel.

## Wappen
Die Blasonierung des Stammwappens lautet: „Fünfmal von Silber und Rot schräg geteilt, belegt mit einem erhöhten, ans Schildhaupt, darin eine goldbebutzte, grünbespitzte rote Rose, anstoßenden, goldenen Balken, darin eine blaue Schlange. – Auf dem silbernen, silber-rot bewulsteten Topfhelm mit rot-silbernen Decken ein wachsender rotgezungter, goldbewehrter, schwarzer Bär, in der erhobenen rechten Tatze die genannte Rose, grün gestielt mit zwei Blättern.“ – Wappenspruch: Senza rimproveri ‚Ohne Vorhaltungen‘

## Geschichte
Die Bobonen werden erstmals mit Romano Bobone erwähnt, der 928 unter Papst Leo VI. Kardinal wurde. Nach dem Jahr 1000 werden sie häufiger erwähnt als bedeutende Grundbesitzer in Rom und der Sabina; sie stellten einflussreiche Männer im stadtrömischen Senat und in der Kurie. Ein Ursus (italienisch Orso di Bobone ‚der Bär‘) wird im späten 12. Jahrhundert erwähnt; seine Nachfahren nannten sich im 13. Jahrhundert filii Ursi ‚Söhne des Ursus‘ und erst im 14. Jahrhundert wurde der Familienname Orsini oder auch Orsini-Bobone gebräuchlich. Sie gehörten zu den bedeutendsten römischen Geschlechtern des päpstlichen Adels.
Seit dem Pontifikat des Hyacinto Bobo als Coelestin III. (1191–1198) kämpfte die Familie der Bobonen als Vertreter der Guelfenpartei lange Zeit erbittert mit den ghibellinischen Colonna um die herrschende Stellung in Rom. Coelestin III. betrieb Nepotismus, er ernannte zwei Neffen zu Kardinälen und gewährte seinem Vetter Giangaetano (Johannes Gaitanus) den Erwerb der päpstlichen Lehen Vicovaro, Licenza, Roccagiovine und Nettuno. Dessen Sohn Napoleone dei Ursi erwarb 1246 ein Areal auf einem Hügel gegenüber der Engelsburg, dem Monte Giordano, und legte einen Burgpalast an (im 19. Jahrhundert vom Palazzo Taverna überbaut). Sein Bruder Matteo Rosso Orsini (1178–1246) erwarb große Besitzungen zwischen Rom und Siena, die den Kern der Familienbesitzungen von Mugnano, Bracciano und Monterotondo bildeten. Er ließ in seinem Amt als Senator Roms 1241 nach dem Tod von Papst Gregor IX. die Kardinäle zur Wahl des Nachfolgers im Septasolium einschließen, so dass diese Wahl zum ersten Konklave bei einer Papstwahl wurde. Im stadtrömischen Bezirk des Campo Marzio wohnten die Orsini in zahlreichen, auf antiken Monumenten aufgetürmten Palästen.
Im 12./13. Jahrhundert standen die Orsini dem Franziskanerorden nahe. Matteo Rosso Orsini war mit Franz von Assisi befreundet und wurde franziskanischer Tertiar. Sein Sohn Giovanni Gaetano Orsini war als Kardinal 1263 bis zu seiner Wahl zum Papst 1275 Protektor des Franziskanerordens, als Nikolaus III. gab er eine Auslegung der franziskanischen Armutsregel usus pauper, die umstritten war. Ein Neffe des Matteo Rosso Orsini, Kardinal Matteo Rubeo Orsini, war ebenfalls Protektor der Franziskaner.
Im Gefolge des Vierten Kreuzzugs erlangten Mitglieder der Familie auch Besitzungen in Griechenland. Sie gründeten mit Hilfe der Venezianer die Pfalzgrafschaft von Kefalonia. 1318 konnte Nicola Orsini die Herrschaft über das freilich schon sehr verkleinerte Despotat Epirus erlangen.

Fürstliches Wappen der Orsini di Gravina

Vom zweiten Sohn des Matteo Rosso II. Orsini († nach 1282), Napoleone, Herr von Pitigliano, stammten alle späteren Hauptlinien dieser Familie ab. Ein Giovanni Orsini war mit Sciarra Colonna nach Cola di Rienzos Sturz Senator von Rom; dessen vierter Sohn, Francesco Orsini, war seit 1417 Graf und seit 1436 Herzog von Gravina, einem Lehen, das er von der Familie Gravina geerbt hatte; seither führen die Orsini diesen Titel.
Von 1500 bis 1958 teilten die Orsini mit den Colonna die Würde eines Assistierenden Fürsten des päpstlichen Stuhles (principe assistente al soglio pontificio), die seit 1735 erblich war. Im 16. Jahrhundert schlossen sie einige Ehebündnisse mit der Familie Papst Pauls III., den Farnese.
Die Linie der Herren von Bracciano erhielt 1560 in der Person von Paolo Giordano I. den päpstlichen Herzogstitel und endete mit Flavio Orsini, dem fünften Herzog, der zugleich Fürst von Nerola, Herzog von San Gemini, Marchese von Anguillara und Grande von Spanien erster Klasse sowie Reichsfürst war, im April 1698. Dieser war zuvor schon gezwungen gewesen, die wichtigsten seiner Besitzungen wegen seiner exorbitanten Schulden zu verkaufen.
Die Orsini wurden 1625 mit Paolo Giordano II. von Bracciano Reichsfürsten mit dem Anredetitel Illustrissimus und dem Münzrecht. Nach dem Aussterben dieser Linie wurde Ferdinando Bernaldo Filippo, 14. Herzog von Gravina, 5. Fürst von Solofra und 2. Fürst von Vallata, im Jahre 1724 von Kaiser Karl VI. zum Reichsfürsten mit dem Anredetitel Celsissimus ernannt.
Seit 1854 führte der Erstgeborene der Linie Gravina den Titel eines Principe romano mit dem ererbten Vorrecht, als „Weltlicher Thronassistent“ in der Papstmesse zu assistieren.

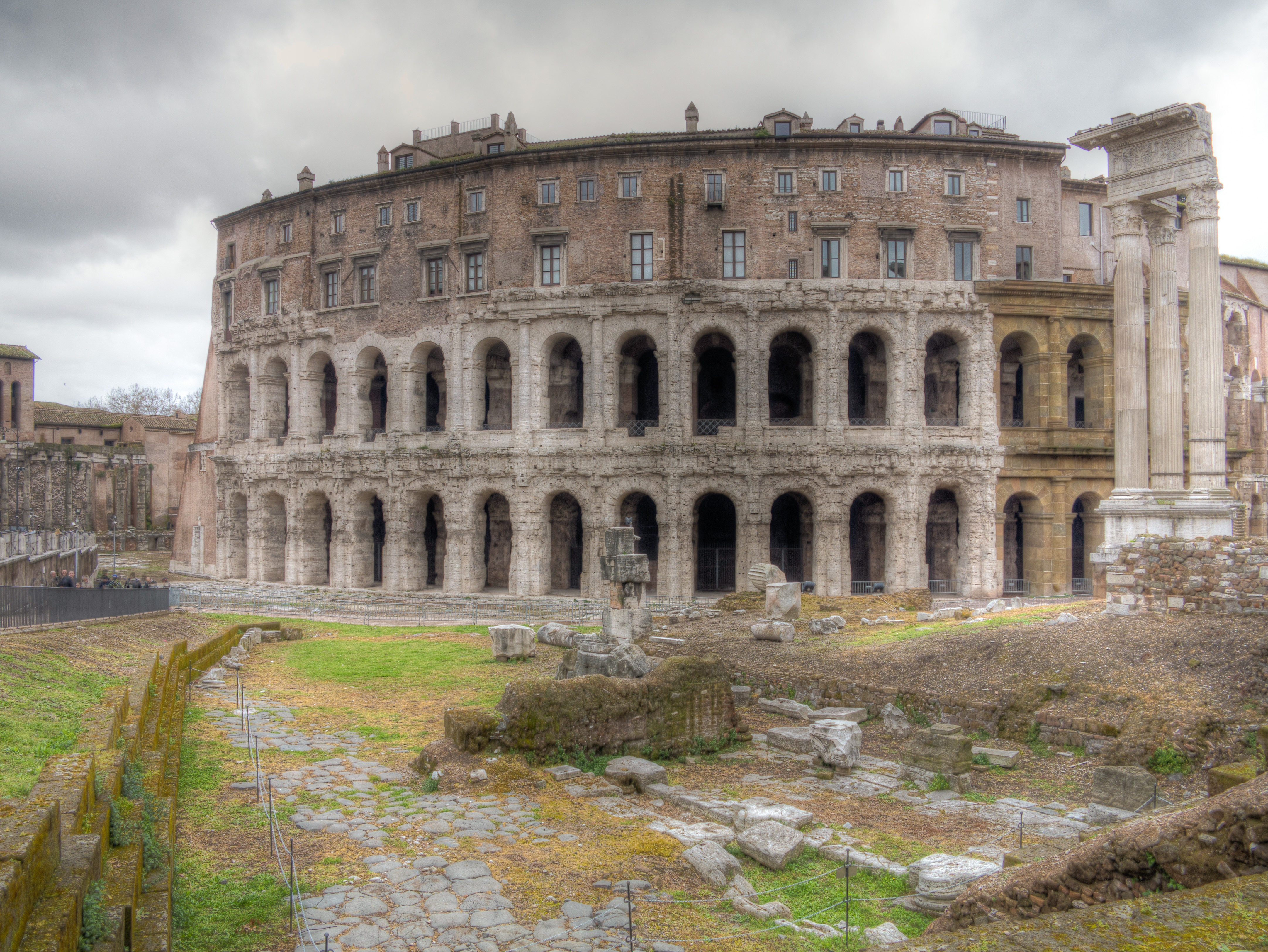
Palazzo Orsini im antiken Marcellustheater
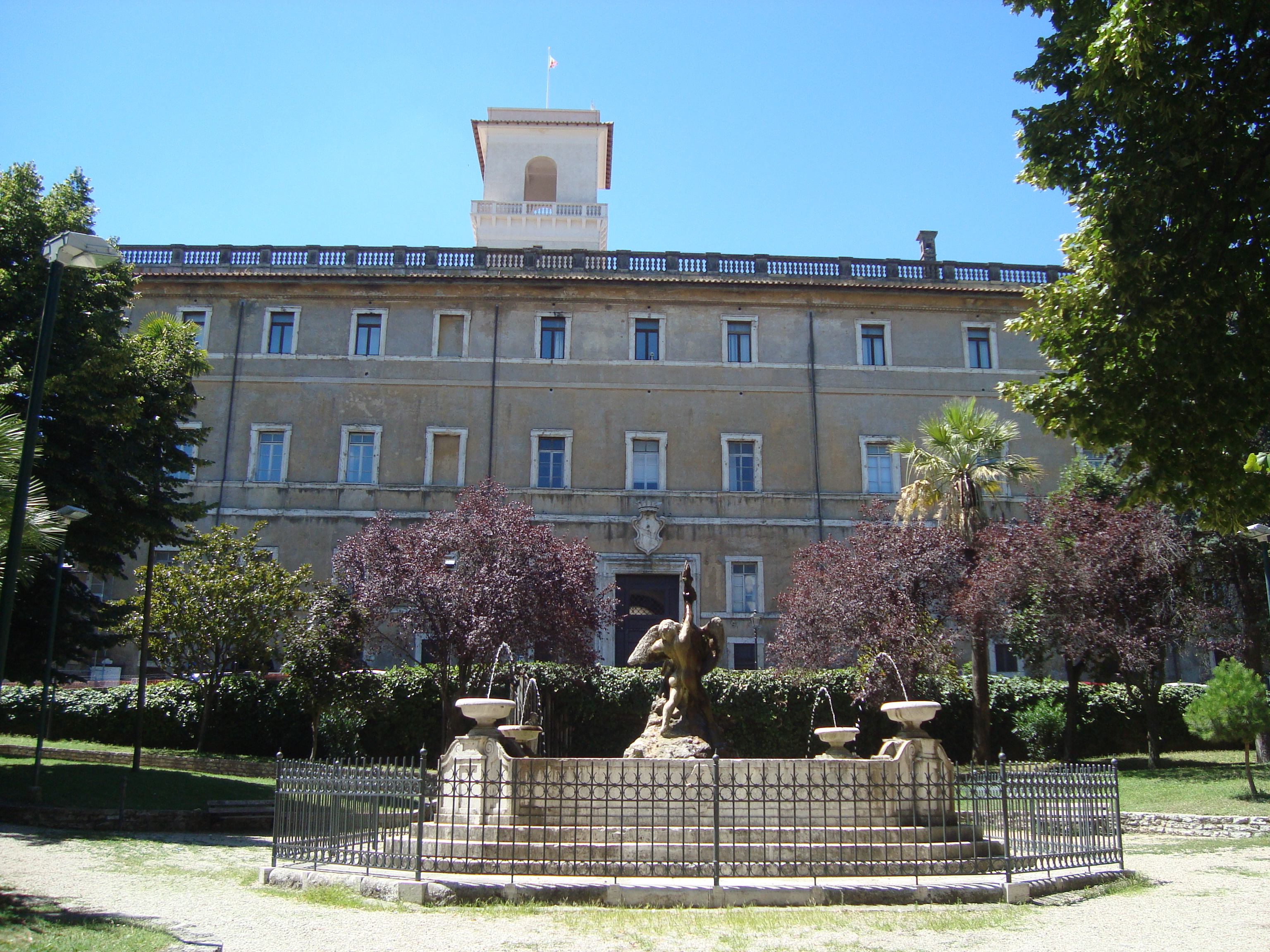
Palazzo Orsini in Monterotondo
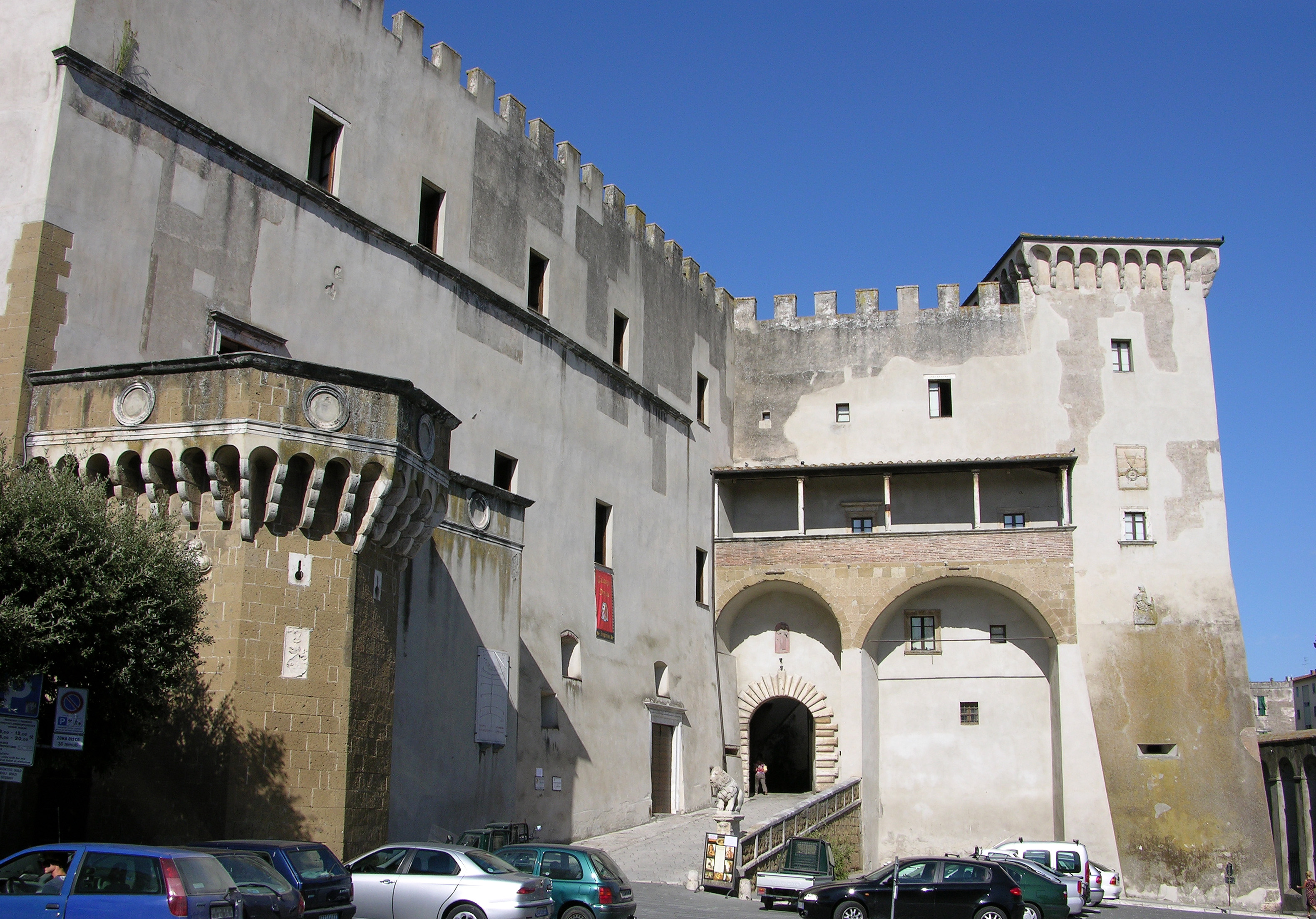
Palazzo Orsini in Pitigliano
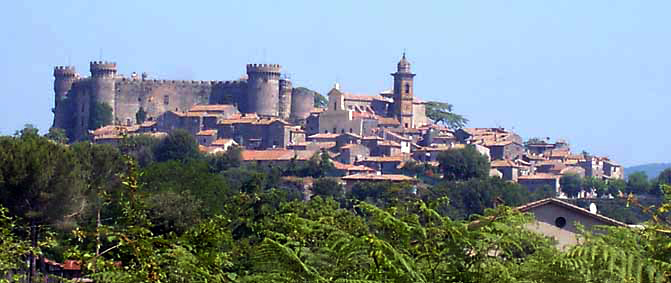
Castello Orsini-Odescalchi in Bracciano
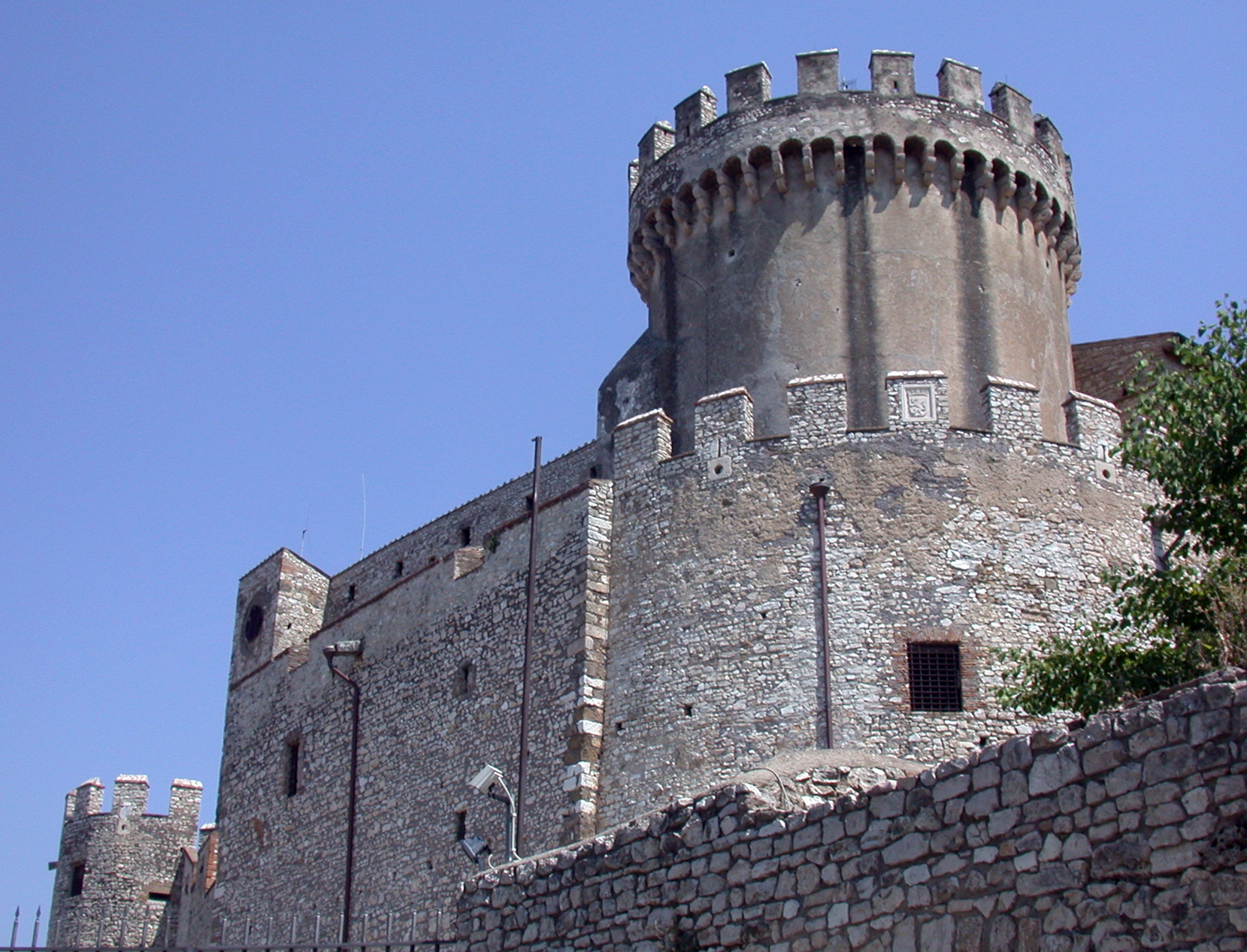
Castello Orsini in Nerola
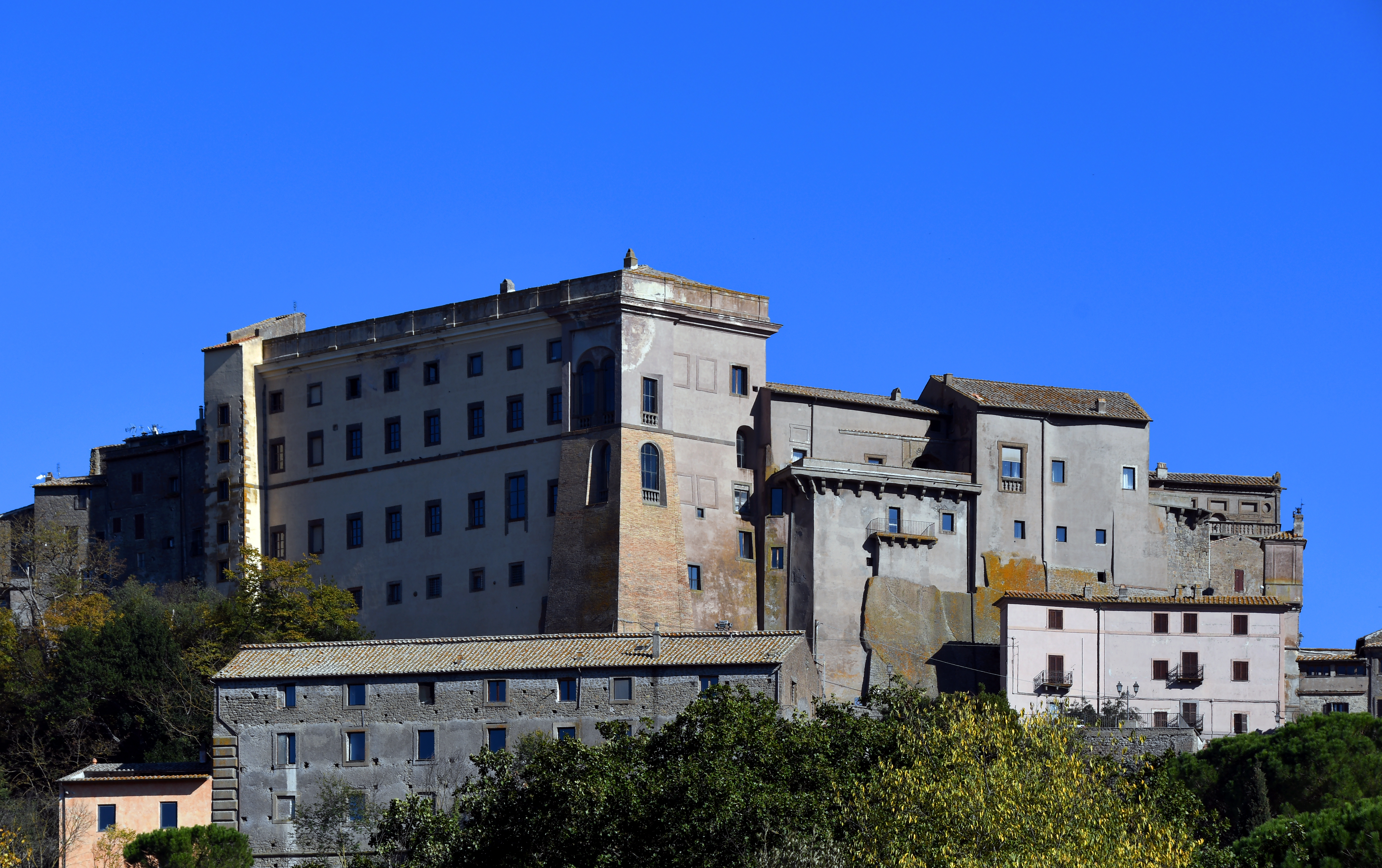
Palazzo Orsini in Bomarzo
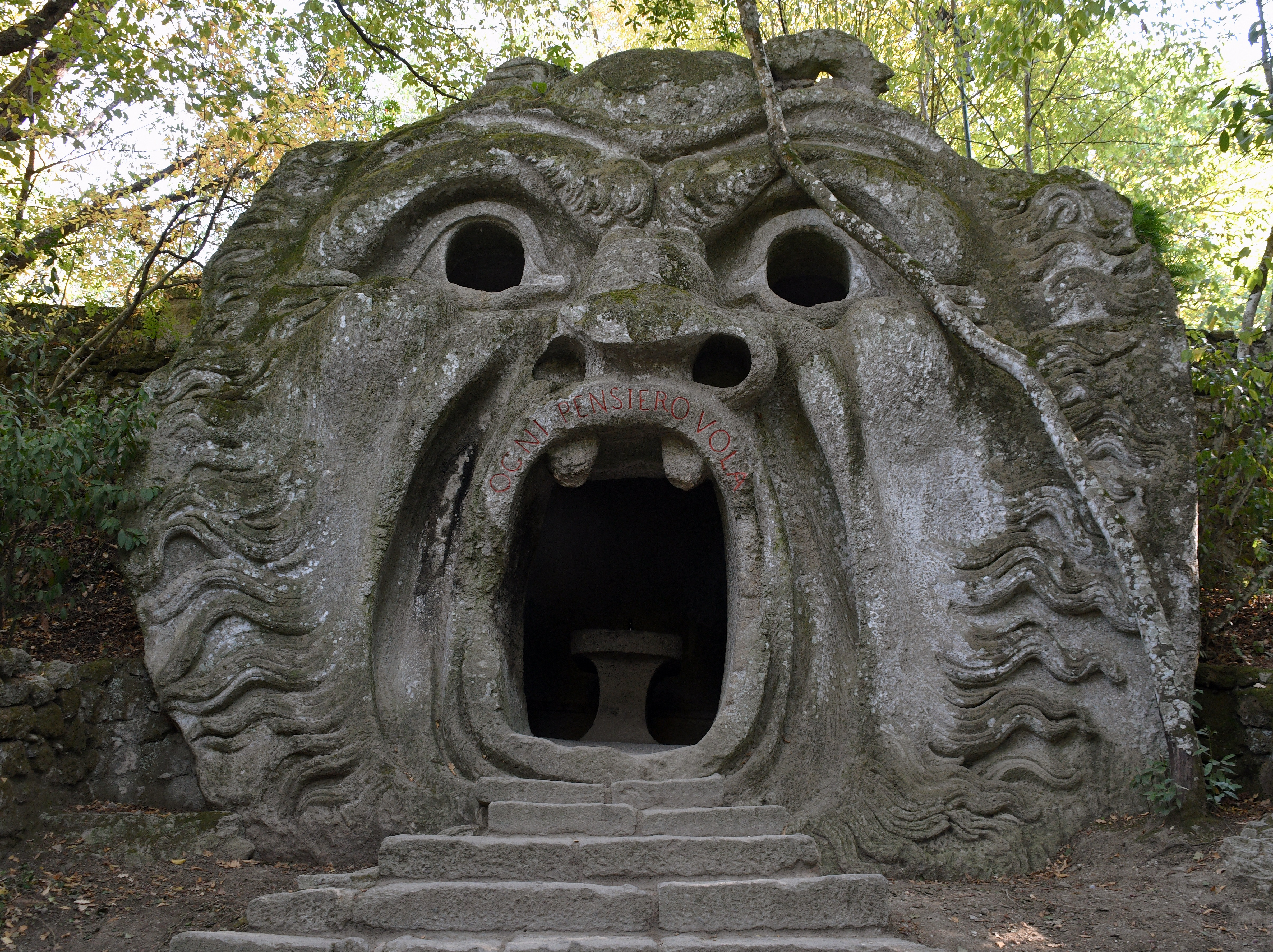
Sacro Bosco (Parco dei Monstri) in Bomarzo
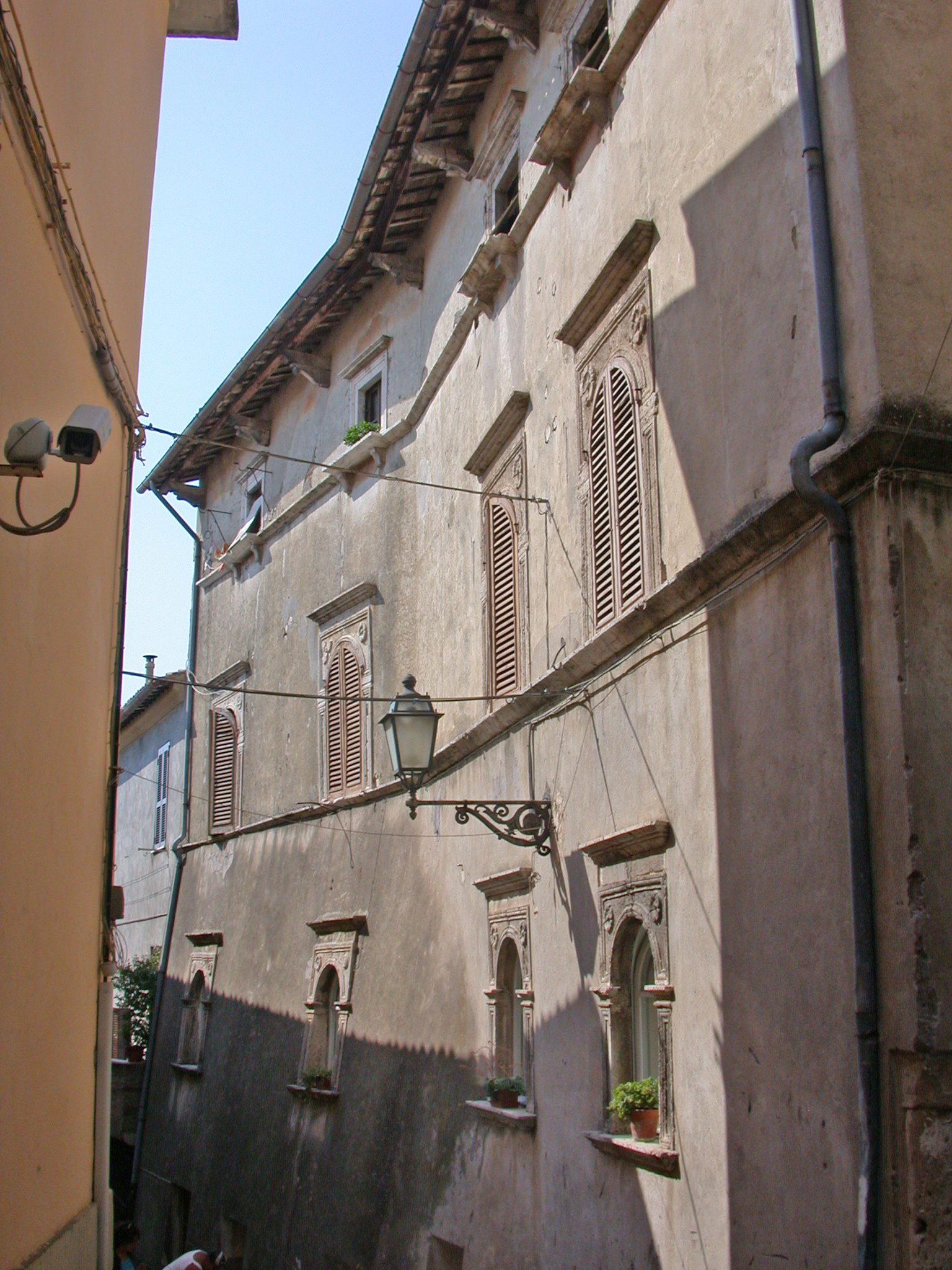
Palazzo Orsini in Fara in Sabina
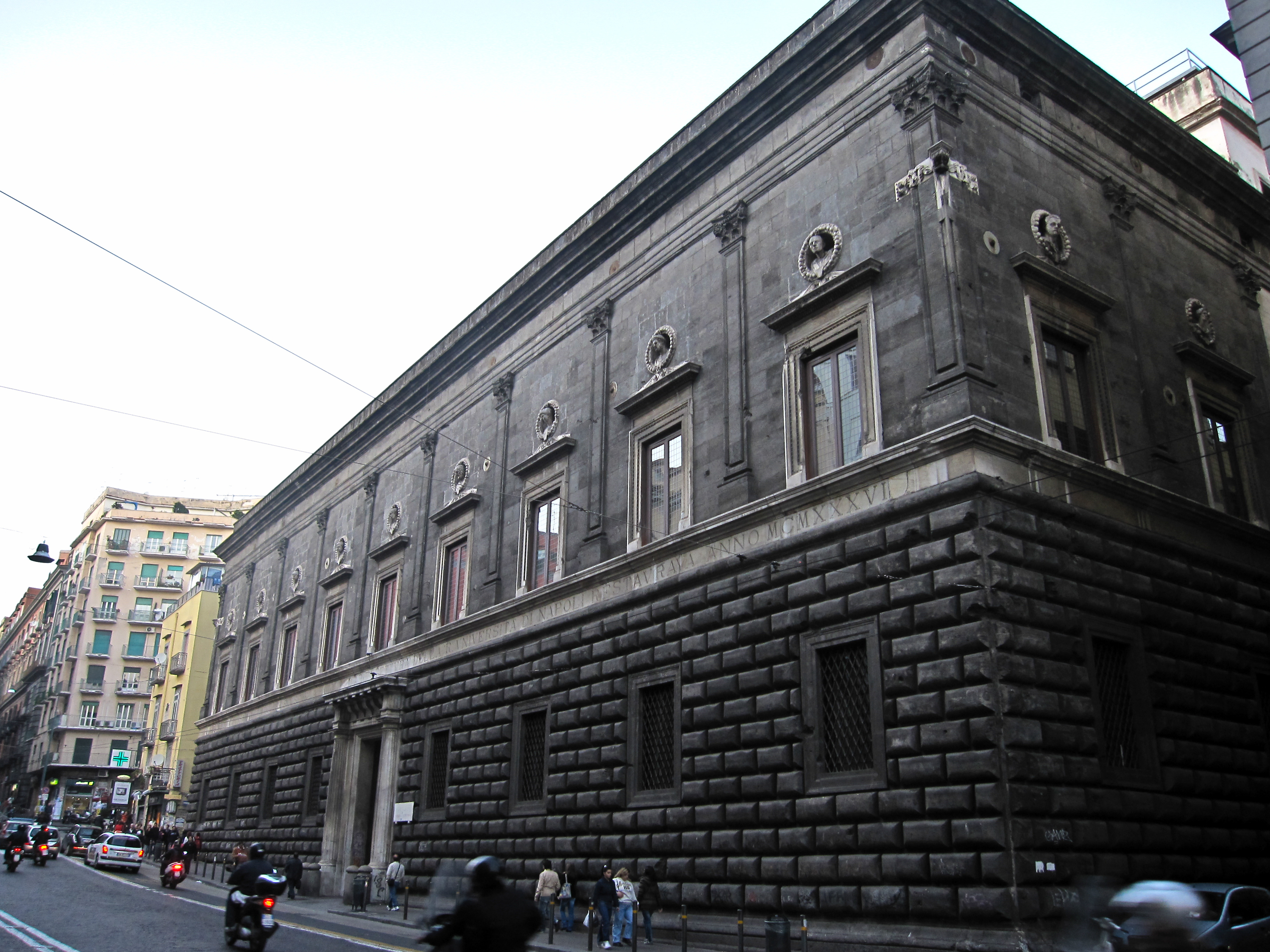
Palazzo Orsini Gravina in Neapel
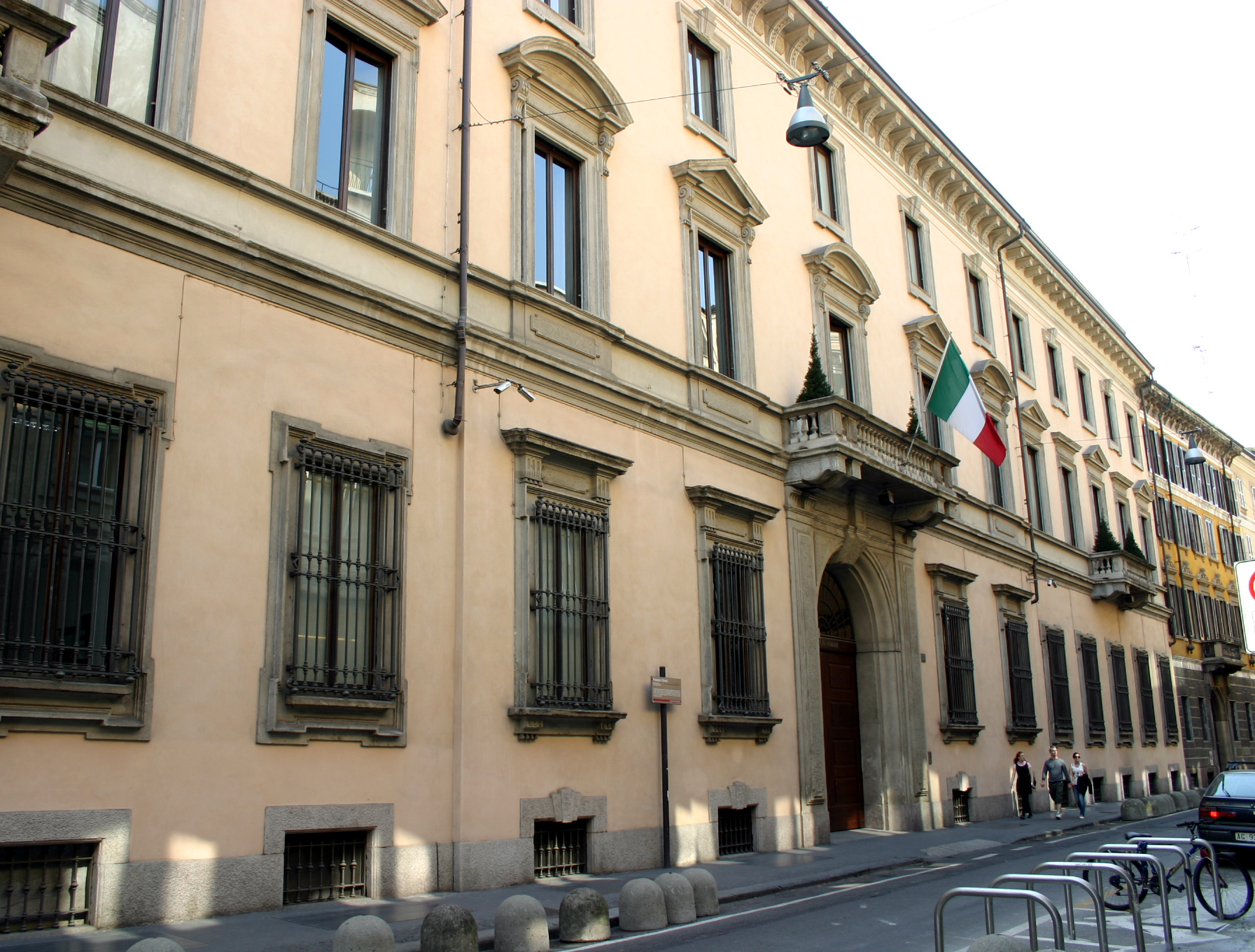
Palazzo Orsini in Mailand

## Päpste
Drei Päpste stammten aus der Familie Orsini:
- Coelestin III. (* etwa 1106 als Giacinto Bobone, Jacinto Bobo oder Hyacinto Bobo; † 1198), von 1191 bis 1198 Papst
- Nikolaus III. (geboren als Giovanni Gaetano Orsini; * zwischen 1210 und 1220; † 1280), von 1277 bis 1280 Papst
- Benedikt XIII. (Geburtsname Pietro Francesco Orsini; * 1649; † 1730), von 1724 bis 1730 Papst. Er war zuvor im weltlichen Leben bis zu seinem Verzicht 1668 12. Herzog von Gravina und 3. Fürst von Solofra und Galluccio.

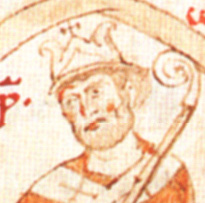
Coelestin III. (1191–1198 Papst)
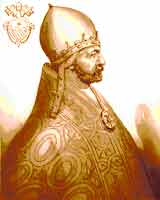
Nikolaus III. (1277–1280 Papst)
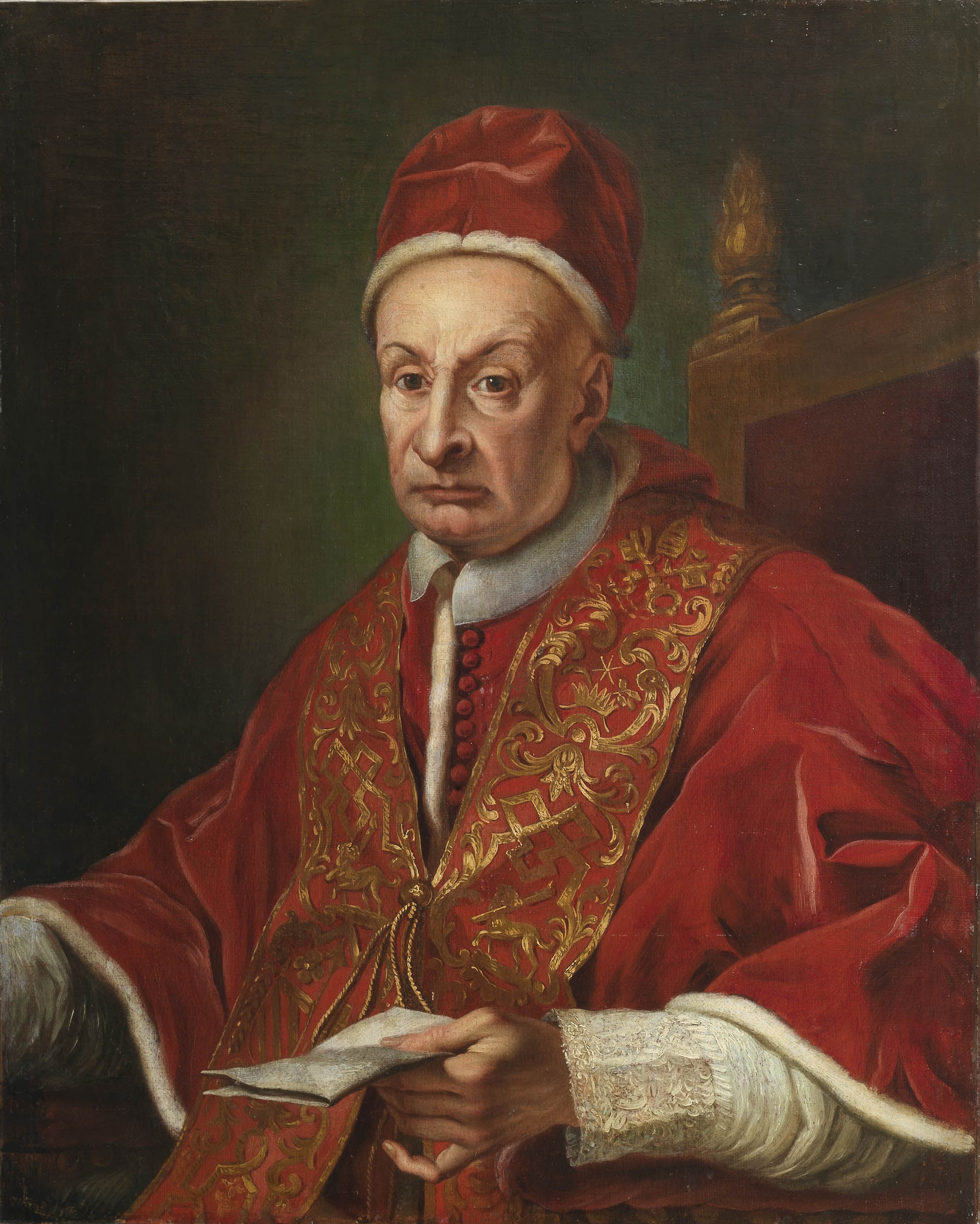
Benedikt XIII. (1724–1730 Papst)

Außerdem stammten aus der Familie 24 Kardinäle und einige Heilige.
Die Orsini gehören – neben ihren historischen Rivalen aus dem Hause Colonna sowie den Familien Aldobrandini, Borghese, Barberini, Caetani, Chigi, Doria, Lante della Rovere, Massimo, Odescalchi, Pallavicini, Riario Sforza, Ruspoli und Torlonia – bis heute zu den bekanntesten noch existierenden Fürstenhäusern des stadtrömischen Hochadels.

## Pfalzgrafen von Kephalonia und Despoten von Epirus

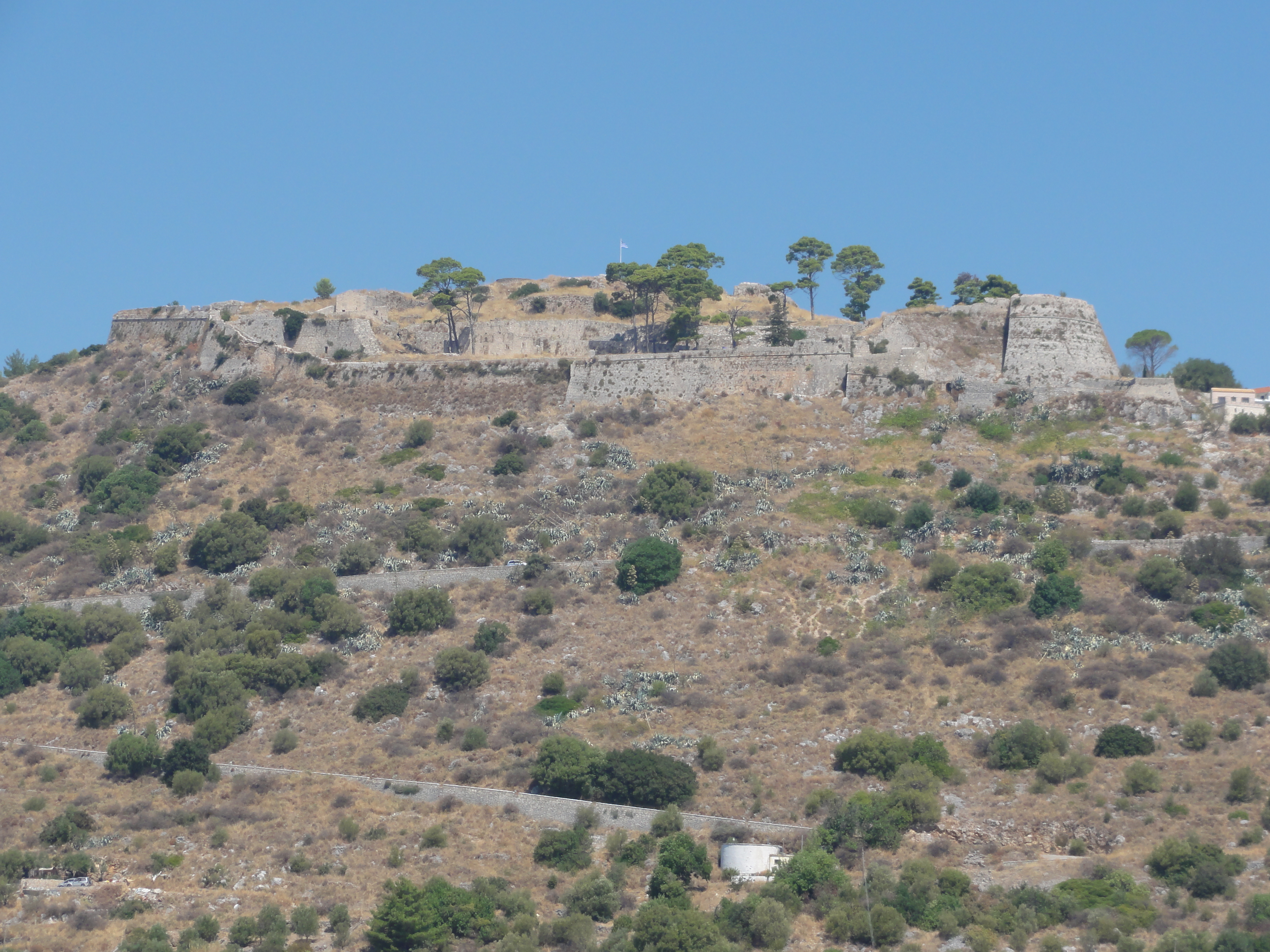
Die Burg Kastro Agiou Georgiou auf Kefalonia

- Maio I. Pfalzgraf von Kefalonia 1195–1238
- Maio II. Pfalzgraf von Kefalonia 1238–1259
- Ricardo Pfalzgraf von Kephalonia 1259–1304, Graf von Gravina 1284–1291
- Giovanni I. Pfalzgraf von Kephalonia 1304–1317
- Nikola Pfalzgraf von Kefalonia 1317–1323, Despot von Epirus 1318–1323
- Giovanni II. Pfalzgraf von Kefalonia 1323–1325, Despot von Epirus 1323–1335
- Nikephoros II. Despot von Epirus 1335–1359

## Fürsten von Tarent
Die Könige von Neapel machten Mitglieder der Familie Orsini del Balzo zeitweise zu Fürsten von Tarent:
- 1393 Raimondo Orsini del Balzo († 1406), genannt Raimondello
- 1420 Giovanni Antonio Orsini del Balzo (auch Giannantonio, 1386 oder 1393–1463)

## Stammbaum der Herzöge von Gravina

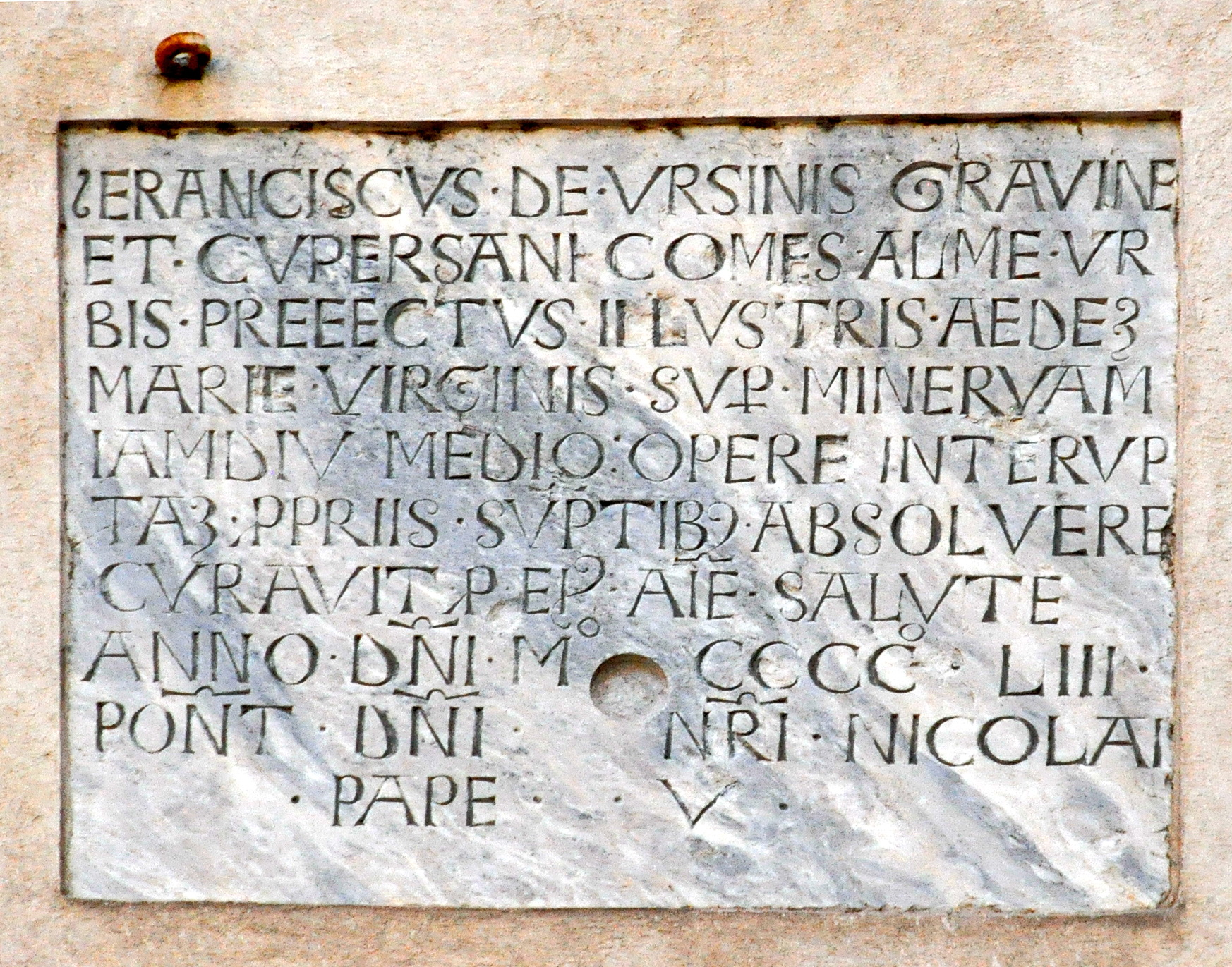
Inschrift an der Kirche Santa Maria sopra Minerva in Rom; Francesco Orsini († 1503), 4. Herzog von Gravina, hatte als Stadtpräfekt mit eigenem Vermögen dazu beigetragen, dass der Bau der Kirche vollendet wurde
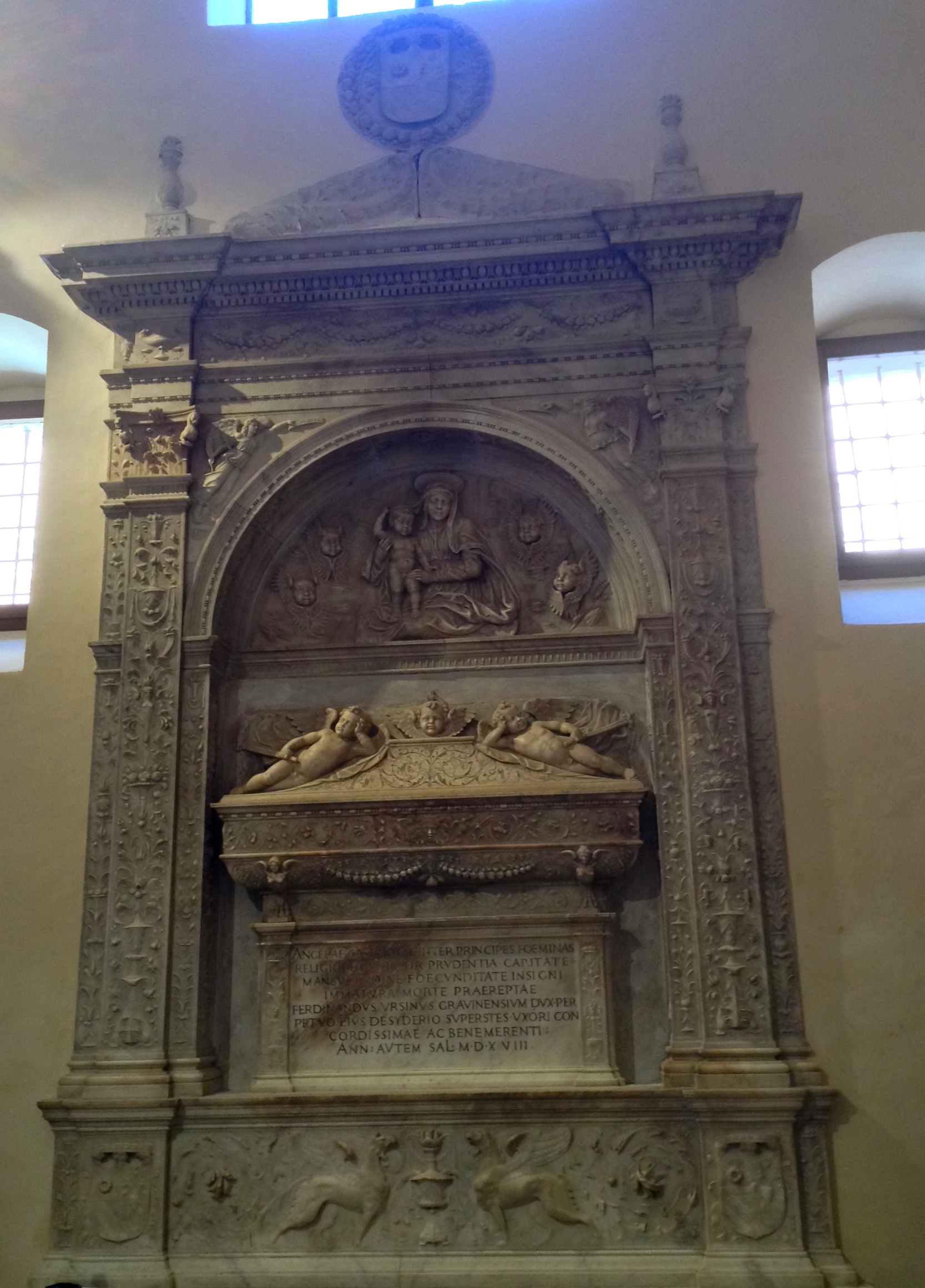
Mausoleum von Angela Castriota († 1518), Frau von Ferdinando Orsini, 5. Herzog von Gravina
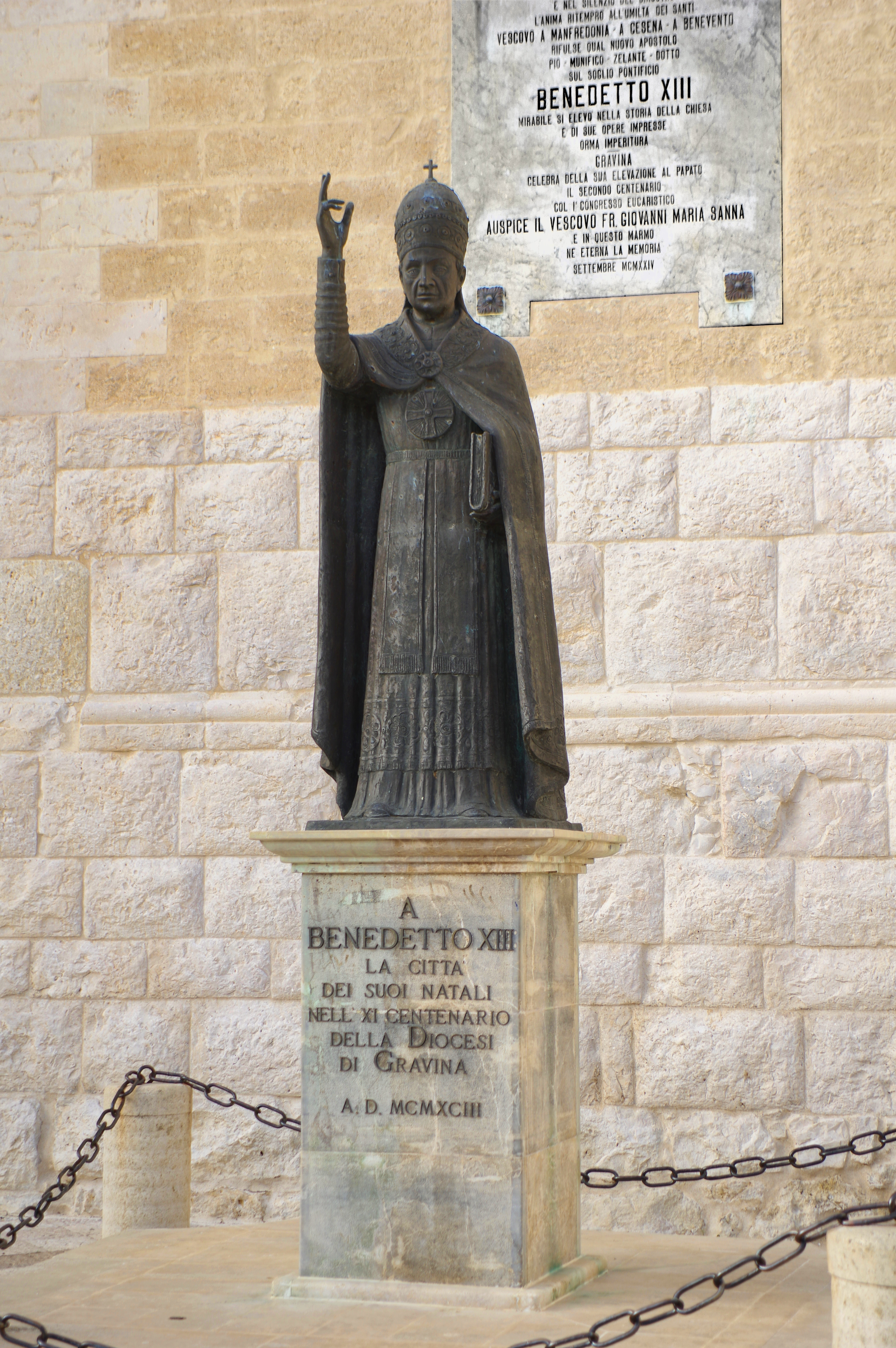
Denkmal für Papst Benedikt XIII. in Gravina
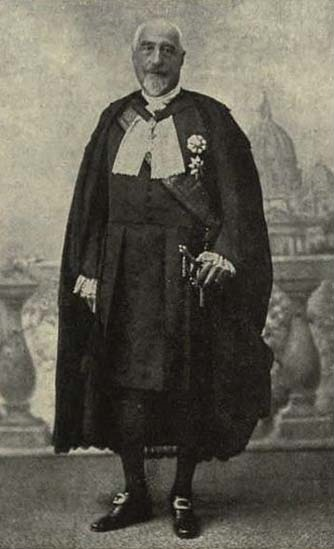
Filippo Orsini (1842–1924), 18. Herzog von Gravina, im Ornat des Fürstassistenten des Päpstlichen Throns
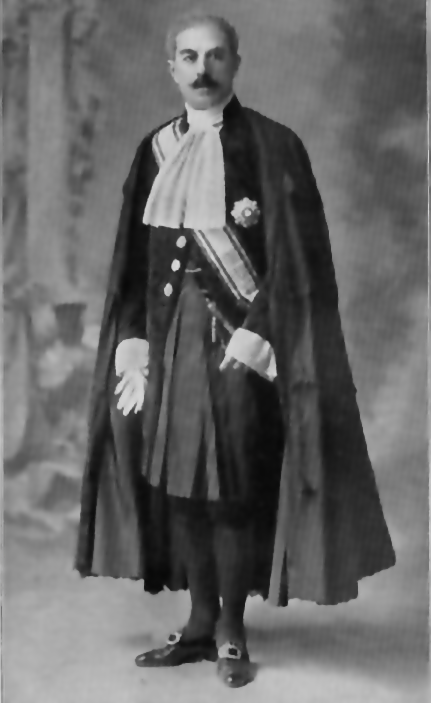
Domenico Napoleone Orsini (1868–1947), 19. Herzog von Gravina, im Ornat des Fürstassistenten des Päpstlichen Throns

Nach Genealogische Tabellen und Genealogia della dinastia Orsini, dalle origini ad oggi; die Schreibung der Namen erfolgt weitgehend in der italienischen Variante.
Der Stammbaum ist nicht vollständig, sondern konzentriert sich auf die Träger des Titels. Es sind daher nicht alle Nachkommen aufgezeichnet.
|                        |                        |                        |                        | | | | | Giovanni Orsini (oder Ursinus; † 1439), römischer Ratsherr | Giovanni Orsini (oder Ursinus; † 1439), römischer Ratsherr | Giovanni Orsini (oder Ursinus; † 1439), römischer Ratsherr | Giovanni Orsini (oder Ursinus; † 1439), römischer Ratsherr | Giovanni Orsini (oder Ursinus; † 1439), römischer Ratsherr | Giovanni Orsini (oder Ursinus; † 1439), römischer Ratsherr | | | Bartolomea Spinelli, Tochter von Nicola, 1. Conte von Gioia                                                                              | Bartolomea Spinelli, Tochter von Nicola, 1. Conte von Gioia                                                                              | Bartolomea Spinelli, Tochter von Nicola, 1. Conte von Gioia                                                                  | Bartolomea Spinelli, Tochter von Nicola, 1. Conte von Gioia                                                                  | Bartolomea Spinelli, Tochter von Nicola, 1. Conte von Gioia                                                                                       | Bartolomea Spinelli, Tochter von Nicola, 1. Conte von Gioia                                                                                       | | | | | | | | |                                                                                                  |                                                                                                  | | | | | | |
|                        |                        |                        |                        | | | | | Giovanni Orsini (oder Ursinus; † 1439), römischer Ratsherr | Giovanni Orsini (oder Ursinus; † 1439), römischer Ratsherr | Giovanni Orsini (oder Ursinus; † 1439), römischer Ratsherr | Giovanni Orsini (oder Ursinus; † 1439), römischer Ratsherr | Giovanni Orsini (oder Ursinus; † 1439), römischer Ratsherr | Giovanni Orsini (oder Ursinus; † 1439), römischer Ratsherr | | | Bartolomea Spinelli, Tochter von Nicola, 1. Conte von Gioia                                                                              | Bartolomea Spinelli, Tochter von Nicola, 1. Conte von Gioia                                                                              | Bartolomea Spinelli, Tochter von Nicola, 1. Conte von Gioia                                                                  | Bartolomea Spinelli, Tochter von Nicola, 1. Conte von Gioia                                                                  | Bartolomea Spinelli, Tochter von Nicola, 1. Conte von Gioia                                                                                       | Bartolomea Spinelli, Tochter von Nicola, 1. Conte von Gioia                                                                                       | | | | | | | | |                                                                                                  |                                                                                                  | | | | | | |
|                        |                        |                        |                        | | | | | | | | | | | | | | | | | | | | | | | | | | |                                                                                                  |                                                                                                  | | | | | | |
|                        |                        |                        |                        | (1.) Margherita della Marra | (1.) Margherita della Marra | (1.) Margherita della Marra | (1.) Margherita della Marra | (1.) Margherita della Marra | (1.) Margherita della Marra | | | Francesco Orsini († 1456), 1. Conte di Gravina seit 1417 und Conte von Campagna und Conversano etc., seit 1436 Duca di Gravina                                                | Francesco Orsini († 1456), 1. Conte di Gravina seit 1417 und Conte von Campagna und Conversano etc., seit 1436 Duca di Gravina                                                | Francesco Orsini († 1456), 1. Conte di Gravina seit 1417 und Conte von Campagna und Conversano etc., seit 1436 Duca di Gravina           | Francesco Orsini († 1456), 1. Conte di Gravina seit 1417 und Conte von Campagna und Conversano etc., seit 1436 Duca di Gravina           | Francesco Orsini († 1456), 1. Conte di Gravina seit 1417 und Conte von Campagna und Conversano etc., seit 1436 Duca di Gravina           | Francesco Orsini († 1456), 1. Conte di Gravina seit 1417 und Conte von Campagna und Conversano etc., seit 1436 Duca di Gravina           | | | (2.) Maria (oder Ilaria oder Flavia) Scillata | (2.) Maria (oder Ilaria oder Flavia) Scillata | (2.) Maria (oder Ilaria oder Flavia) Scillata | (2.) Maria (oder Ilaria oder Flavia) Scillata | (2.) Maria (oder Ilaria oder Flavia) Scillata | (2.) Maria (oder Ilaria oder Flavia) Scillata | | | | |                                                                                                  |                                                                                                  | | | | | | |
|                        |                        |                        |                        | (1.) Margherita della Marra | (1.) Margherita della Marra | (1.) Margherita della Marra | (1.) Margherita della Marra | (1.) Margherita della Marra | (1.) Margherita della Marra | | | Francesco Orsini († 1456), 1. Conte di Gravina seit 1417 und Conte von Campagna und Conversano etc., seit 1436 Duca di Gravina                                                | Francesco Orsini († 1456), 1. Conte di Gravina seit 1417 und Conte von Campagna und Conversano etc., seit 1436 Duca di Gravina                                                | Francesco Orsini († 1456), 1. Conte di Gravina seit 1417 und Conte von Campagna und Conversano etc., seit 1436 Duca di Gravina           | Francesco Orsini († 1456), 1. Conte di Gravina seit 1417 und Conte von Campagna und Conversano etc., seit 1436 Duca di Gravina           | Francesco Orsini († 1456), 1. Conte di Gravina seit 1417 und Conte von Campagna und Conversano etc., seit 1436 Duca di Gravina           | Francesco Orsini († 1456), 1. Conte di Gravina seit 1417 und Conte von Campagna und Conversano etc., seit 1436 Duca di Gravina           | | | (2.) Maria (oder Ilaria oder Flavia) Scillata | (2.) Maria (oder Ilaria oder Flavia) Scillata | (2.) Maria (oder Ilaria oder Flavia) Scillata | (2.) Maria (oder Ilaria oder Flavia) Scillata | (2.) Maria (oder Ilaria oder Flavia) Scillata | (2.) Maria (oder Ilaria oder Flavia) Scillata | | | | |                                                                                                  |                                                                                                  | | | | | | |
|                        |                        |                        |                        | | | | | | | | | | | | | | | | | | | | | | | | | | |                                                                                                  |                                                                                                  | | | | | | |
|                        |                        |                        |                        | | | | | | | | | | | | | | | | | | | | | | | | | | |                                                                                                  |                                                                                                  | | | | | | |
|                        |                        |                        |                        | Maria Piccolominea, Tochter von Antonio, Duca von Amalfi | Maria Piccolominea, Tochter von Antonio, Duca von Amalfi | Maria Piccolominea, Tochter von Antonio, Duca von Amalfi | Maria Piccolominea, Tochter von Antonio, Duca von Amalfi | Maria Piccolominea, Tochter von Antonio, Duca von Amalfi | Maria Piccolominea, Tochter von Antonio, Duca von Amalfi | | | Giacomo Orsini, genannt Jacobello († 1472), ab 1460 2. Duca di Gravina, Conte di Campagna, etc., Schwiegervater von Lorenzo il Magnifico                                      | Giacomo Orsini, genannt Jacobello († 1472), ab 1460 2. Duca di Gravina, Conte di Campagna, etc., Schwiegervater von Lorenzo il Magnifico                                      | Giacomo Orsini, genannt Jacobello († 1472), ab 1460 2. Duca di Gravina, Conte di Campagna, etc., Schwiegervater von Lorenzo il Magnifico | Giacomo Orsini, genannt Jacobello († 1472), ab 1460 2. Duca di Gravina, Conte di Campagna, etc., Schwiegervater von Lorenzo il Magnifico | Giacomo Orsini, genannt Jacobello († 1472), ab 1460 2. Duca di Gravina, Conte di Campagna, etc., Schwiegervater von Lorenzo il Magnifico | Giacomo Orsini, genannt Jacobello († 1472), ab 1460 2. Duca di Gravina, Conte di Campagna, etc., Schwiegervater von Lorenzo il Magnifico | | | Raimondo Orsini († ca. 1488), 3. Duca di Gravina, Conte di Campagna etc.                                                                          | Raimondo Orsini († ca. 1488), 3. Duca di Gravina, Conte di Campagna etc.                                                                          | Raimondo Orsini († ca. 1488), 3. Duca di Gravina, Conte di Campagna etc.                                                                          | Raimondo Orsini († ca. 1488), 3. Duca di Gravina, Conte di Campagna etc.                                                                          | Raimondo Orsini († ca. 1488), 3. Duca di Gravina, Conte di Campagna etc.                                                                          | Raimondo Orsini († ca. 1488), 3. Duca di Gravina, Conte di Campagna etc.                                                                          | | | Giustiniana Orsini, Tochter von Lorenzo, Signori di Monterotondo                                                                         | Giustiniana Orsini, Tochter von Lorenzo, Signori di Monterotondo                                                                         | Giustiniana Orsini, Tochter von Lorenzo, Signori di Monterotondo                                 | Giustiniana Orsini, Tochter von Lorenzo, Signori di Monterotondo                                 | Giustiniana Orsini, Tochter von Lorenzo, Signori di Monterotondo                                               | Giustiniana Orsini, Tochter von Lorenzo, Signori di Monterotondo                                               | | | | |
|                        |                        |                        |                        | Maria Piccolominea, Tochter von Antonio, Duca von Amalfi | Maria Piccolominea, Tochter von Antonio, Duca von Amalfi | Maria Piccolominea, Tochter von Antonio, Duca von Amalfi | Maria Piccolominea, Tochter von Antonio, Duca von Amalfi | Maria Piccolominea, Tochter von Antonio, Duca von Amalfi | Maria Piccolominea, Tochter von Antonio, Duca von Amalfi | | | Giacomo Orsini, genannt Jacobello († 1472), ab 1460 2. Duca di Gravina, Conte di Campagna, etc., Schwiegervater von Lorenzo il Magnifico                                      | Giacomo Orsini, genannt Jacobello († 1472), ab 1460 2. Duca di Gravina, Conte di Campagna, etc., Schwiegervater von Lorenzo il Magnifico                                      | Giacomo Orsini, genannt Jacobello († 1472), ab 1460 2. Duca di Gravina, Conte di Campagna, etc., Schwiegervater von Lorenzo il Magnifico | Giacomo Orsini, genannt Jacobello († 1472), ab 1460 2. Duca di Gravina, Conte di Campagna, etc., Schwiegervater von Lorenzo il Magnifico | Giacomo Orsini, genannt Jacobello († 1472), ab 1460 2. Duca di Gravina, Conte di Campagna, etc., Schwiegervater von Lorenzo il Magnifico | Giacomo Orsini, genannt Jacobello († 1472), ab 1460 2. Duca di Gravina, Conte di Campagna, etc., Schwiegervater von Lorenzo il Magnifico | | | Raimondo Orsini († ca. 1488), 3. Duca di Gravina, Conte di Campagna etc.                                                                          | Raimondo Orsini († ca. 1488), 3. Duca di Gravina, Conte di Campagna etc.                                                                          | Raimondo Orsini († ca. 1488), 3. Duca di Gravina, Conte di Campagna etc.                                                                          | Raimondo Orsini († ca. 1488), 3. Duca di Gravina, Conte di Campagna etc.                                                                          | Raimondo Orsini († ca. 1488), 3. Duca di Gravina, Conte di Campagna etc.                                                                          | Raimondo Orsini († ca. 1488), 3. Duca di Gravina, Conte di Campagna etc.                                                                          | | | Giustiniana Orsini, Tochter von Lorenzo, Signori di Monterotondo                                                                         | Giustiniana Orsini, Tochter von Lorenzo, Signori di Monterotondo                                                                         | Giustiniana Orsini, Tochter von Lorenzo, Signori di Monterotondo                                 | Giustiniana Orsini, Tochter von Lorenzo, Signori di Monterotondo                                 | Giustiniana Orsini, Tochter von Lorenzo, Signori di Monterotondo                                               | Giustiniana Orsini, Tochter von Lorenzo, Signori di Monterotondo                                               | | | | |
|                        |                        |                        |                        | | | | | | | | | | | | | | | | | | | | | | | | | | |                                                                                                  |                                                                                                  | | | | | | |
|                        |                        |                        |                        | | | | | | | | | | | | | | | | | | | | | | | | | | |                                                                                                  |                                                                                                  | | | | | | |
|                        |                        |                        |                        | | | | | Francesco Orsini, 4. Duca di Gravina, etc. (am 18. Januar 1503 im Auftrag von Cesare Borgia erdrosselt)                                                                                    | Francesco Orsini, 4. Duca di Gravina, etc. (am 18. Januar 1503 im Auftrag von Cesare Borgia erdrosselt)                                                                                    | Francesco Orsini, 4. Duca di Gravina, etc. (am 18. Januar 1503 im Auftrag von Cesare Borgia erdrosselt)                                                                       | Francesco Orsini, 4. Duca di Gravina, etc. (am 18. Januar 1503 im Auftrag von Cesare Borgia erdrosselt)                                                                       | Francesco Orsini, 4. Duca di Gravina, etc. (am 18. Januar 1503 im Auftrag von Cesare Borgia erdrosselt)                                                                       | Francesco Orsini, 4. Duca di Gravina, etc. (am 18. Januar 1503 im Auftrag von Cesare Borgia erdrosselt)                                                                       | | | Maria Todeschini Piccolomini d’Aragona, Tochter von Antonio, 1. Duca d’Amalfi und Maria d’Aragona (* ca. 1460)                           | Maria Todeschini Piccolomini d’Aragona, Tochter von Antonio, 1. Duca d’Amalfi und Maria d’Aragona (* ca. 1460)                           | Maria Todeschini Piccolomini d’Aragona, Tochter von Antonio, 1. Duca d’Amalfi und Maria d’Aragona (* ca. 1460)               | Maria Todeschini Piccolomini d’Aragona, Tochter von Antonio, 1. Duca d’Amalfi und Maria d’Aragona (* ca. 1460)               | Maria Todeschini Piccolomini d’Aragona, Tochter von Antonio, 1. Duca d’Amalfi und Maria d’Aragona (* ca. 1460)                                    | Maria Todeschini Piccolomini d’Aragona, Tochter von Antonio, 1. Duca d’Amalfi und Maria d’Aragona (* ca. 1460)                                    | | | | | | | | |                                                                                                  |                                                                                                  | | | | | | |
|                        |                        |                        |                        | | | | | Francesco Orsini, 4. Duca di Gravina, etc. (am 18. Januar 1503 im Auftrag von Cesare Borgia erdrosselt)                                                                                    | Francesco Orsini, 4. Duca di Gravina, etc. (am 18. Januar 1503 im Auftrag von Cesare Borgia erdrosselt)                                                                                    | Francesco Orsini, 4. Duca di Gravina, etc. (am 18. Januar 1503 im Auftrag von Cesare Borgia erdrosselt)                                                                       | Francesco Orsini, 4. Duca di Gravina, etc. (am 18. Januar 1503 im Auftrag von Cesare Borgia erdrosselt)                                                                       | Francesco Orsini, 4. Duca di Gravina, etc. (am 18. Januar 1503 im Auftrag von Cesare Borgia erdrosselt)                                                                       | Francesco Orsini, 4. Duca di Gravina, etc. (am 18. Januar 1503 im Auftrag von Cesare Borgia erdrosselt)                                                                       | | | Maria Todeschini Piccolomini d’Aragona, Tochter von Antonio, 1. Duca d’Amalfi und Maria d’Aragona (* ca. 1460)                           | Maria Todeschini Piccolomini d’Aragona, Tochter von Antonio, 1. Duca d’Amalfi und Maria d’Aragona (* ca. 1460)                           | Maria Todeschini Piccolomini d’Aragona, Tochter von Antonio, 1. Duca d’Amalfi und Maria d’Aragona (* ca. 1460)               | Maria Todeschini Piccolomini d’Aragona, Tochter von Antonio, 1. Duca d’Amalfi und Maria d’Aragona (* ca. 1460)               | Maria Todeschini Piccolomini d’Aragona, Tochter von Antonio, 1. Duca d’Amalfi und Maria d’Aragona (* ca. 1460)                                    | Maria Todeschini Piccolomini d’Aragona, Tochter von Antonio, 1. Duca d’Amalfi und Maria d’Aragona (* ca. 1460)                                    | | | | | | | | |                                                                                                  |                                                                                                  | | | | | | |
|                        |                        |                        |                        | | | | | | | | | | | | | | | | | | | | | | | | | | |                                                                                                  |                                                                                                  | | | | | | |
|                        |                        |                        |                        | (1.) Angela Branai Castriota (Nebenlinie von Skanderbeg), Tochter von Giovanni, Duca di Ferrandina und Conte di Copertino, und Giovanna Gaetani dell’Aquila d’Aragona († 1518)             | (1.) Angela Branai Castriota (Nebenlinie von Skanderbeg), Tochter von Giovanni, Duca di Ferrandina und Conte di Copertino, und Giovanna Gaetani dell’Aquila d’Aragona († 1518)             | (1.) Angela Branai Castriota (Nebenlinie von Skanderbeg), Tochter von Giovanni, Duca di Ferrandina und Conte di Copertino, und Giovanna Gaetani dell’Aquila d’Aragona († 1518)             | (1.) Angela Branai Castriota (Nebenlinie von Skanderbeg), Tochter von Giovanni, Duca di Ferrandina und Conte di Copertino, und Giovanna Gaetani dell’Aquila d’Aragona († 1518)             | (1.) Angela Branai Castriota (Nebenlinie von Skanderbeg), Tochter von Giovanni, Duca di Ferrandina und Conte di Copertino, und Giovanna Gaetani dell’Aquila d’Aragona († 1518)             | (1.) Angela Branai Castriota (Nebenlinie von Skanderbeg), Tochter von Giovanni, Duca di Ferrandina und Conte di Copertino, und Giovanna Gaetani dell’Aquila d’Aragona († 1518)             | | | Don Ferdinando I. (auch: Ferrante) Orsini († 1549), 5. Duca di Gravina | Don Ferdinando I. (auch: Ferrante) Orsini († 1549), 5. Duca di Gravina | Don Ferdinando I. (auch: Ferrante) Orsini († 1549), 5. Duca di Gravina                                                                   | Don Ferdinando I. (auch: Ferrante) Orsini († 1549), 5. Duca di Gravina                                                                   | Don Ferdinando I. (auch: Ferrante) Orsini († 1549), 5. Duca di Gravina                                                                   | Don Ferdinando I. (auch: Ferrante) Orsini († 1549), 5. Duca di Gravina                                                                   | | | (2.) Beatrice Ferillo, Erbin der Alfonsi, Grafen von Muro                                                                                         | (2.) Beatrice Ferillo, Erbin der Alfonsi, Grafen von Muro                                                                                         | (2.) Beatrice Ferillo, Erbin der Alfonsi, Grafen von Muro                                                                                         | (2.) Beatrice Ferillo, Erbin der Alfonsi, Grafen von Muro                                                                                         | (2.) Beatrice Ferillo, Erbin der Alfonsi, Grafen von Muro                                                                                         | (2.) Beatrice Ferillo, Erbin der Alfonsi, Grafen von Muro                                                                                         | | | | |                                                                                                  |                                                                                                  | | | | | | |
|                        |                        |                        |                        | (1.) Angela Branai Castriota (Nebenlinie von Skanderbeg), Tochter von Giovanni, Duca di Ferrandina und Conte di Copertino, und Giovanna Gaetani dell’Aquila d’Aragona († 1518)             | (1.) Angela Branai Castriota (Nebenlinie von Skanderbeg), Tochter von Giovanni, Duca di Ferrandina und Conte di Copertino, und Giovanna Gaetani dell’Aquila d’Aragona († 1518)             | (1.) Angela Branai Castriota (Nebenlinie von Skanderbeg), Tochter von Giovanni, Duca di Ferrandina und Conte di Copertino, und Giovanna Gaetani dell’Aquila d’Aragona († 1518)             | (1.) Angela Branai Castriota (Nebenlinie von Skanderbeg), Tochter von Giovanni, Duca di Ferrandina und Conte di Copertino, und Giovanna Gaetani dell’Aquila d’Aragona († 1518)             | (1.) Angela Branai Castriota (Nebenlinie von Skanderbeg), Tochter von Giovanni, Duca di Ferrandina und Conte di Copertino, und Giovanna Gaetani dell’Aquila d’Aragona († 1518)             | (1.) Angela Branai Castriota (Nebenlinie von Skanderbeg), Tochter von Giovanni, Duca di Ferrandina und Conte di Copertino, und Giovanna Gaetani dell’Aquila d’Aragona († 1518)             | | | Don Ferdinando I. (auch: Ferrante) Orsini († 1549), 5. Duca di Gravina | Don Ferdinando I. (auch: Ferrante) Orsini († 1549), 5. Duca di Gravina | Don Ferdinando I. (auch: Ferrante) Orsini († 1549), 5. Duca di Gravina                                                                   | Don Ferdinando I. (auch: Ferrante) Orsini († 1549), 5. Duca di Gravina                                                                   | Don Ferdinando I. (auch: Ferrante) Orsini († 1549), 5. Duca di Gravina                                                                   | Don Ferdinando I. (auch: Ferrante) Orsini († 1549), 5. Duca di Gravina                                                                   | | | (2.) Beatrice Ferillo, Erbin der Alfonsi, Grafen von Muro                                                                                         | (2.) Beatrice Ferillo, Erbin der Alfonsi, Grafen von Muro                                                                                         | (2.) Beatrice Ferillo, Erbin der Alfonsi, Grafen von Muro                                                                                         | (2.) Beatrice Ferillo, Erbin der Alfonsi, Grafen von Muro                                                                                         | (2.) Beatrice Ferillo, Erbin der Alfonsi, Grafen von Muro                                                                                         | (2.) Beatrice Ferillo, Erbin der Alfonsi, Grafen von Muro                                                                                         | | | | |                                                                                                  |                                                                                                  | | | | | | |
|                        |                        |                        |                        | | | | | | | | | | | | | | | | | | | | | | | | | | |                                                                                                  |                                                                                                  | | | | | | |
|                        |                        |                        |                        | | | | | | | | | | | | | | | | | | | | | | | | | | |                                                                                                  |                                                                                                  | | | | | | |
| Felicia Sanseverino    | Felicia Sanseverino    | Felicia Sanseverino    | Felicia Sanseverino    | Felicia Sanseverino | Felicia Sanseverino | | | Don Antonio Orsini († 1553), 6. Duca di Gravina | Don Antonio Orsini († 1553), 6. Duca di Gravina | Don Antonio Orsini († 1553), 6. Duca di Gravina | Don Antonio Orsini († 1553), 6. Duca di Gravina | Don Antonio Orsini († 1553), 6. Duca di Gravina | Don Antonio Orsini († 1553), 6. Duca di Gravina | | | (1.) Eleonora (oder Dianora) Caracciolo, Tochter von Ferdinando, 1. Duca di Feroleto                                                     | (1.) Eleonora (oder Dianora) Caracciolo, Tochter von Ferdinando, 1. Duca di Feroleto                                                     | (1.) Eleonora (oder Dianora) Caracciolo, Tochter von Ferdinando, 1. Duca di Feroleto                                         | (1.) Eleonora (oder Dianora) Caracciolo, Tochter von Ferdinando, 1. Duca di Feroleto                                         | (1.) Eleonora (oder Dianora) Caracciolo, Tochter von Ferdinando, 1. Duca di Feroleto                                                              | (1.) Eleonora (oder Dianora) Caracciolo, Tochter von Ferdinando, 1. Duca di Feroleto                                                              | | | Don Ostilio Orsini (1543–1579) | Don Ostilio Orsini (1543–1579) | Don Ostilio Orsini (1543–1579) | Don Ostilio Orsini (1543–1579) | Don Ostilio Orsini (1543–1579) | Don Ostilio Orsini (1543–1579) |                                                                                                  |                                                                                                  | (2.) Diana del Tufo, Tochter von Paolo Barone di Vallata e Vietri                                              | (2.) Diana del Tufo, Tochter von Paolo Barone di Vallata e Vietri                                              | (2.) Diana del Tufo, Tochter von Paolo Barone di Vallata e Vietri                                              | (2.) Diana del Tufo, Tochter von Paolo Barone di Vallata e Vietri                                              | (2.) Diana del Tufo, Tochter von Paolo Barone di Vallata e Vietri                                              | (2.) Diana del Tufo, Tochter von Paolo Barone di Vallata e Vietri                                              |
| Felicia Sanseverino    | Felicia Sanseverino    | Felicia Sanseverino    | Felicia Sanseverino    | Felicia Sanseverino | Felicia Sanseverino | | | Don Antonio Orsini († 1553), 6. Duca di Gravina | Don Antonio Orsini († 1553), 6. Duca di Gravina | Don Antonio Orsini († 1553), 6. Duca di Gravina | Don Antonio Orsini († 1553), 6. Duca di Gravina | Don Antonio Orsini († 1553), 6. Duca di Gravina | Don Antonio Orsini († 1553), 6. Duca di Gravina | | | (1.) Eleonora (oder Dianora) Caracciolo, Tochter von Ferdinando, 1. Duca di Feroleto                                                     | (1.) Eleonora (oder Dianora) Caracciolo, Tochter von Ferdinando, 1. Duca di Feroleto                                                     | (1.) Eleonora (oder Dianora) Caracciolo, Tochter von Ferdinando, 1. Duca di Feroleto                                         | (1.) Eleonora (oder Dianora) Caracciolo, Tochter von Ferdinando, 1. Duca di Feroleto                                         | (1.) Eleonora (oder Dianora) Caracciolo, Tochter von Ferdinando, 1. Duca di Feroleto                                                              | (1.) Eleonora (oder Dianora) Caracciolo, Tochter von Ferdinando, 1. Duca di Feroleto                                                              | | | Don Ostilio Orsini (1543–1579) | Don Ostilio Orsini (1543–1579) | Don Ostilio Orsini (1543–1579) | Don Ostilio Orsini (1543–1579) | Don Ostilio Orsini (1543–1579) | Don Ostilio Orsini (1543–1579) |                                                                                                  |                                                                                                  | (2.) Diana del Tufo, Tochter von Paolo Barone di Vallata e Vietri                                              | (2.) Diana del Tufo, Tochter von Paolo Barone di Vallata e Vietri                                              | (2.) Diana del Tufo, Tochter von Paolo Barone di Vallata e Vietri                                              | (2.) Diana del Tufo, Tochter von Paolo Barone di Vallata e Vietri                                              | (2.) Diana del Tufo, Tochter von Paolo Barone di Vallata e Vietri                                              | (2.) Diana del Tufo, Tochter von Paolo Barone di Vallata e Vietri                                              |
|                        |                        |                        |                        | | | | | | | | | | | | | | | | | | | | | | | | | | |                                                                                                  |                                                                                                  | | | | | | |
|                        |                        |                        |                        | | | | | | | | | | | | | | | | | | | | | | | | | | |                                                                                                  |                                                                                                  | | | | | | |
| (1.) Costanza Gesualda | (1.) Costanza Gesualda | (1.) Costanza Gesualda | (1.) Costanza Gesualda | (1.) Costanza Gesualda | (1.) Costanza Gesualda | | | Don Ferdinando II. Orsini (1538–1583), 7. Duca di Gravina | Don Ferdinando II. Orsini (1538–1583), 7. Duca di Gravina | Don Ferdinando II. Orsini (1538–1583), 7. Duca di Gravina | Don Ferdinando II. Orsini (1538–1583), 7. Duca di Gravina | Don Ferdinando II. Orsini (1538–1583), 7. Duca di Gravina | Don Ferdinando II. Orsini (1538–1583), 7. Duca di Gravina | | | (2.) Virginia de Rovere | (2.) Virginia de Rovere | (2.) Virginia de Rovere | (2.) Virginia de Rovere | (2.) Virginia de Rovere | (2.) Virginia de Rovere | | | Don Pietro Francesco Orsini, genannt Ducapatre († vor 14. März 1641), 10. Duca di Gravina seit 1635, 1. Fürst von Solofra seit 1620 etc.          | Don Pietro Francesco Orsini, genannt Ducapatre († vor 14. März 1641), 10. Duca di Gravina seit 1635, 1. Fürst von Solofra seit 1620 etc.          | Don Pietro Francesco Orsini, genannt Ducapatre († vor 14. März 1641), 10. Duca di Gravina seit 1635, 1. Fürst von Solofra seit 1620 etc. | Don Pietro Francesco Orsini, genannt Ducapatre († vor 14. März 1641), 10. Duca di Gravina seit 1635, 1. Fürst von Solofra seit 1620 etc. | Don Pietro Francesco Orsini, genannt Ducapatre († vor 14. März 1641), 10. Duca di Gravina seit 1635, 1. Fürst von Solofra seit 1620 etc. | Don Pietro Francesco Orsini, genannt Ducapatre († vor 14. März 1641), 10. Duca di Gravina seit 1635, 1. Fürst von Solofra seit 1620 etc. |                                                                                                  |                                                                                                  | (⚭ 1617) Dorotea Orsini (Cousine von Pietro), Erbin von Solofra e Muro Lucano, Tochter von Don Flaminio Orsini | (⚭ 1617) Dorotea Orsini (Cousine von Pietro), Erbin von Solofra e Muro Lucano, Tochter von Don Flaminio Orsini | (⚭ 1617) Dorotea Orsini (Cousine von Pietro), Erbin von Solofra e Muro Lucano, Tochter von Don Flaminio Orsini | (⚭ 1617) Dorotea Orsini (Cousine von Pietro), Erbin von Solofra e Muro Lucano, Tochter von Don Flaminio Orsini | (⚭ 1617) Dorotea Orsini (Cousine von Pietro), Erbin von Solofra e Muro Lucano, Tochter von Don Flaminio Orsini | (⚭ 1617) Dorotea Orsini (Cousine von Pietro), Erbin von Solofra e Muro Lucano, Tochter von Don Flaminio Orsini |
| (1.) Costanza Gesualda | (1.) Costanza Gesualda | (1.) Costanza Gesualda | (1.) Costanza Gesualda | (1.) Costanza Gesualda | (1.) Costanza Gesualda | | | Don Ferdinando II. Orsini (1538–1583), 7. Duca di Gravina | Don Ferdinando II. Orsini (1538–1583), 7. Duca di Gravina | Don Ferdinando II. Orsini (1538–1583), 7. Duca di Gravina | Don Ferdinando II. Orsini (1538–1583), 7. Duca di Gravina | Don Ferdinando II. Orsini (1538–1583), 7. Duca di Gravina | Don Ferdinando II. Orsini (1538–1583), 7. Duca di Gravina | | | (2.) Virginia de Rovere | (2.) Virginia de Rovere | (2.) Virginia de Rovere | (2.) Virginia de Rovere | (2.) Virginia de Rovere | (2.) Virginia de Rovere | | | Don Pietro Francesco Orsini, genannt Ducapatre († vor 14. März 1641), 10. Duca di Gravina seit 1635, 1. Fürst von Solofra seit 1620 etc.          | Don Pietro Francesco Orsini, genannt Ducapatre († vor 14. März 1641), 10. Duca di Gravina seit 1635, 1. Fürst von Solofra seit 1620 etc.          | Don Pietro Francesco Orsini, genannt Ducapatre († vor 14. März 1641), 10. Duca di Gravina seit 1635, 1. Fürst von Solofra seit 1620 etc. | Don Pietro Francesco Orsini, genannt Ducapatre († vor 14. März 1641), 10. Duca di Gravina seit 1635, 1. Fürst von Solofra seit 1620 etc. | Don Pietro Francesco Orsini, genannt Ducapatre († vor 14. März 1641), 10. Duca di Gravina seit 1635, 1. Fürst von Solofra seit 1620 etc. | Don Pietro Francesco Orsini, genannt Ducapatre († vor 14. März 1641), 10. Duca di Gravina seit 1635, 1. Fürst von Solofra seit 1620 etc. |                                                                                                  |                                                                                                  | (⚭ 1617) Dorotea Orsini (Cousine von Pietro), Erbin von Solofra e Muro Lucano, Tochter von Don Flaminio Orsini | (⚭ 1617) Dorotea Orsini (Cousine von Pietro), Erbin von Solofra e Muro Lucano, Tochter von Don Flaminio Orsini | (⚭ 1617) Dorotea Orsini (Cousine von Pietro), Erbin von Solofra e Muro Lucano, Tochter von Don Flaminio Orsini | (⚭ 1617) Dorotea Orsini (Cousine von Pietro), Erbin von Solofra e Muro Lucano, Tochter von Don Flaminio Orsini | (⚭ 1617) Dorotea Orsini (Cousine von Pietro), Erbin von Solofra e Muro Lucano, Tochter von Don Flaminio Orsini | (⚭ 1617) Dorotea Orsini (Cousine von Pietro), Erbin von Solofra e Muro Lucano, Tochter von Don Flaminio Orsini |
|                        |                        |                        |                        | | | | | | | | | | | | | | | | | | | | | | | | | | |                                                                                                  |                                                                                                  | | | | | | |
|                        |                        |                        |                        | | | | | | | | | | | | | | | | | | | | | | | | | | |                                                                                                  |                                                                                                  | | | | | | |
| Beatrice Orsini        | Beatrice Orsini        | Beatrice Orsini        | Beatrice Orsini        | Beatrice Orsini | Beatrice Orsini | | | Don Michele Antonio I. Orsini († 1627 ohne Erben), 8. Duca di Gravina | Don Michele Antonio I. Orsini († 1627 ohne Erben), 8. Duca di Gravina | Don Michele Antonio I. Orsini († 1627 ohne Erben), 8. Duca di Gravina | Don Michele Antonio I. Orsini († 1627 ohne Erben), 8. Duca di Gravina | Don Michele Antonio I. Orsini († 1627 ohne Erben), 8. Duca di Gravina | Don Michele Antonio I. Orsini († 1627 ohne Erben), 8. Duca di Gravina | | | Donna Felice Maria Orsini († 1647 ohne Erben), 9. Duchessa di Gravina                                                                    | Donna Felice Maria Orsini († 1647 ohne Erben), 9. Duchessa di Gravina                                                                    | Donna Felice Maria Orsini († 1647 ohne Erben), 9. Duchessa di Gravina                                                        | Donna Felice Maria Orsini († 1647 ohne Erben), 9. Duchessa di Gravina                                                        | Donna Felice Maria Orsini († 1647 ohne Erben), 9. Duchessa di Gravina                                                                             | Donna Felice Maria Orsini († 1647 ohne Erben), 9. Duchessa di Gravina                                                                             | | | Pietro, Duca di Sermoneta | Pietro, Duca di Sermoneta | Pietro, Duca di Sermoneta | Pietro, Duca di Sermoneta | Pietro, Duca di Sermoneta | Pietro, Duca di Sermoneta |                                                                                                  |                                                                                                  | | | | | | |
| Beatrice Orsini        | Beatrice Orsini        | Beatrice Orsini        | Beatrice Orsini        | Beatrice Orsini | Beatrice Orsini | | | Don Michele Antonio I. Orsini († 1627 ohne Erben), 8. Duca di Gravina | Don Michele Antonio I. Orsini († 1627 ohne Erben), 8. Duca di Gravina | Don Michele Antonio I. Orsini († 1627 ohne Erben), 8. Duca di Gravina | Don Michele Antonio I. Orsini († 1627 ohne Erben), 8. Duca di Gravina | Don Michele Antonio I. Orsini († 1627 ohne Erben), 8. Duca di Gravina | Don Michele Antonio I. Orsini († 1627 ohne Erben), 8. Duca di Gravina | | | Donna Felice Maria Orsini († 1647 ohne Erben), 9. Duchessa di Gravina                                                                    | Donna Felice Maria Orsini († 1647 ohne Erben), 9. Duchessa di Gravina                                                                    | Donna Felice Maria Orsini († 1647 ohne Erben), 9. Duchessa di Gravina                                                        | Donna Felice Maria Orsini († 1647 ohne Erben), 9. Duchessa di Gravina                                                        | Donna Felice Maria Orsini († 1647 ohne Erben), 9. Duchessa di Gravina                                                                             | Donna Felice Maria Orsini († 1647 ohne Erben), 9. Duchessa di Gravina                                                                             | | | Pietro, Duca di Sermoneta | Pietro, Duca di Sermoneta | Pietro, Duca di Sermoneta | Pietro, Duca di Sermoneta | Pietro, Duca di Sermoneta | Pietro, Duca di Sermoneta |                                                                                                  |                                                                                                  | | | | | | |
|                        |                        |                        |                        | | | | | | | | | | | | | | | | | | | | | | | | | | |                                                                                                  |                                                                                                  | | | | | | |
|                        |                        |                        |                        | | | | | | | | | | | | | | | | | | | | | | | | | | |                                                                                                  |                                                                                                  | | | | | | |
|                        |                        |                        |                        | | | | | Don Ferdinando III. (auch: Ferrante) Orsini (1623–1658), 11. Duca di Gravina, 2. Fürst von Solofra und Conte von Muro Lucano etc.                                                          | Don Ferdinando III. (auch: Ferrante) Orsini (1623–1658), 11. Duca di Gravina, 2. Fürst von Solofra und Conte von Muro Lucano etc.                                                          | Don Ferdinando III. (auch: Ferrante) Orsini (1623–1658), 11. Duca di Gravina, 2. Fürst von Solofra und Conte von Muro Lucano etc.                                             | Don Ferdinando III. (auch: Ferrante) Orsini (1623–1658), 11. Duca di Gravina, 2. Fürst von Solofra und Conte von Muro Lucano etc.                                             | Don Ferdinando III. (auch: Ferrante) Orsini (1623–1658), 11. Duca di Gravina, 2. Fürst von Solofra und Conte von Muro Lucano etc.                                             | Don Ferdinando III. (auch: Ferrante) Orsini (1623–1658), 11. Duca di Gravina, 2. Fürst von Solofra und Conte von Muro Lucano etc.                                             | | | (⚭ 1647) Giovanna Frangipani della Tolfa, Tochter von Don Carlo, 2. Duca di Grumo, und Fulvia del Tufo, Baronessa di Vallata             | (⚭ 1647) Giovanna Frangipani della Tolfa, Tochter von Don Carlo, 2. Duca di Grumo, und Fulvia del Tufo, Baronessa di Vallata             | (⚭ 1647) Giovanna Frangipani della Tolfa, Tochter von Don Carlo, 2. Duca di Grumo, und Fulvia del Tufo, Baronessa di Vallata | (⚭ 1647) Giovanna Frangipani della Tolfa, Tochter von Don Carlo, 2. Duca di Grumo, und Fulvia del Tufo, Baronessa di Vallata | (⚭ 1647) Giovanna Frangipani della Tolfa, Tochter von Don Carlo, 2. Duca di Grumo, und Fulvia del Tufo, Baronessa di Vallata                      | (⚭ 1647) Giovanna Frangipani della Tolfa, Tochter von Don Carlo, 2. Duca di Grumo, und Fulvia del Tufo, Baronessa di Vallata                      | | | | | | | | |                                                                                                  |                                                                                                  | | | | | | |
|                        |                        |                        |                        | | | | | Don Ferdinando III. (auch: Ferrante) Orsini (1623–1658), 11. Duca di Gravina, 2. Fürst von Solofra und Conte von Muro Lucano etc.                                                          | Don Ferdinando III. (auch: Ferrante) Orsini (1623–1658), 11. Duca di Gravina, 2. Fürst von Solofra und Conte von Muro Lucano etc.                                                          | Don Ferdinando III. (auch: Ferrante) Orsini (1623–1658), 11. Duca di Gravina, 2. Fürst von Solofra und Conte von Muro Lucano etc.                                             | Don Ferdinando III. (auch: Ferrante) Orsini (1623–1658), 11. Duca di Gravina, 2. Fürst von Solofra und Conte von Muro Lucano etc.                                             | Don Ferdinando III. (auch: Ferrante) Orsini (1623–1658), 11. Duca di Gravina, 2. Fürst von Solofra und Conte von Muro Lucano etc.                                             | Don Ferdinando III. (auch: Ferrante) Orsini (1623–1658), 11. Duca di Gravina, 2. Fürst von Solofra und Conte von Muro Lucano etc.                                             | | | (⚭ 1647) Giovanna Frangipani della Tolfa, Tochter von Don Carlo, 2. Duca di Grumo, und Fulvia del Tufo, Baronessa di Vallata             | (⚭ 1647) Giovanna Frangipani della Tolfa, Tochter von Don Carlo, 2. Duca di Grumo, und Fulvia del Tufo, Baronessa di Vallata             | (⚭ 1647) Giovanna Frangipani della Tolfa, Tochter von Don Carlo, 2. Duca di Grumo, und Fulvia del Tufo, Baronessa di Vallata | (⚭ 1647) Giovanna Frangipani della Tolfa, Tochter von Don Carlo, 2. Duca di Grumo, und Fulvia del Tufo, Baronessa di Vallata | (⚭ 1647) Giovanna Frangipani della Tolfa, Tochter von Don Carlo, 2. Duca di Grumo, und Fulvia del Tufo, Baronessa di Vallata                      | (⚭ 1647) Giovanna Frangipani della Tolfa, Tochter von Don Carlo, 2. Duca di Grumo, und Fulvia del Tufo, Baronessa di Vallata                      | | | | | | | | |                                                                                                  |                                                                                                  | | | | | | |
|                        |                        |                        |                        | | | | | | | | | | | | | | | | | | | | | | | | | | |                                                                                                  |                                                                                                  | | | | | | |
|                        |                        |                        |                        | | | | | | | | | | | | | | | | | | | | | | | | | | |                                                                                                  |                                                                                                  | | | | | | |
|                        |                        |                        |                        | Don Pietro Francesco Orsini (1649–1730), 12. Duca di Gravina etc.; Dominikaner unter dem Namen Vincenzo Maria, danach Kardinal (22. Februar 1672) und ab 19. Mai 1724 Papst Benedikt XIII. | Don Pietro Francesco Orsini (1649–1730), 12. Duca di Gravina etc.; Dominikaner unter dem Namen Vincenzo Maria, danach Kardinal (22. Februar 1672) und ab 19. Mai 1724 Papst Benedikt XIII. | Don Pietro Francesco Orsini (1649–1730), 12. Duca di Gravina etc.; Dominikaner unter dem Namen Vincenzo Maria, danach Kardinal (22. Februar 1672) und ab 19. Mai 1724 Papst Benedikt XIII. | Don Pietro Francesco Orsini (1649–1730), 12. Duca di Gravina etc.; Dominikaner unter dem Namen Vincenzo Maria, danach Kardinal (22. Februar 1672) und ab 19. Mai 1724 Papst Benedikt XIII. | Don Pietro Francesco Orsini (1649–1730), 12. Duca di Gravina etc.; Dominikaner unter dem Namen Vincenzo Maria, danach Kardinal (22. Februar 1672) und ab 19. Mai 1724 Papst Benedikt XIII. | Don Pietro Francesco Orsini (1649–1730), 12. Duca di Gravina etc.; Dominikaner unter dem Namen Vincenzo Maria, danach Kardinal (22. Februar 1672) und ab 19. Mai 1724 Papst Benedikt XIII. | | | (1. ⚭ 1671) Luigia Altieri († 1678), Tochter von Don Angelo Albertoni Altieri                                                                                                 | (1. ⚭ 1671) Luigia Altieri († 1678), Tochter von Don Angelo Albertoni Altieri                                                                                                 | (1. ⚭ 1671) Luigia Altieri († 1678), Tochter von Don Angelo Albertoni Altieri                                                            | (1. ⚭ 1671) Luigia Altieri († 1678), Tochter von Don Angelo Albertoni Altieri                                                            | (1. ⚭ 1671) Luigia Altieri († 1678), Tochter von Don Angelo Albertoni Altieri                                                            | (1. ⚭ 1671) Luigia Altieri († 1678), Tochter von Don Angelo Albertoni Altieri                                                            | | | Don Domenico (I.) Orsini (1652–1705), 13. Duca di Gravina seit 1667 etc.                                                                          | Don Domenico (I.) Orsini (1652–1705), 13. Duca di Gravina seit 1667 etc.                                                                          | Don Domenico (I.) Orsini (1652–1705), 13. Duca di Gravina seit 1667 etc.                                                                          | Don Domenico (I.) Orsini (1652–1705), 13. Duca di Gravina seit 1667 etc.                                                                          | Don Domenico (I.) Orsini (1652–1705), 13. Duca di Gravina seit 1667 etc.                                                                          | Don Domenico (I.) Orsini (1652–1705), 13. Duca di Gravina seit 1667 etc.                                                                          | | | (2. ⚭ 1683) Ippolita di Tocco, Tochter von Don Leonardo VI Signore di Apice                                                              | (2. ⚭ 1683) Ippolita di Tocco, Tochter von Don Leonardo VI Signore di Apice                                                              | (2. ⚭ 1683) Ippolita di Tocco, Tochter von Don Leonardo VI Signore di Apice                      | (2. ⚭ 1683) Ippolita di Tocco, Tochter von Don Leonardo VI Signore di Apice                      | (2. ⚭ 1683) Ippolita di Tocco, Tochter von Don Leonardo VI Signore di Apice                                    | (2. ⚭ 1683) Ippolita di Tocco, Tochter von Don Leonardo VI Signore di Apice                                    | | | | |
|                        |                        |                        |                        | Don Pietro Francesco Orsini (1649–1730), 12. Duca di Gravina etc.; Dominikaner unter dem Namen Vincenzo Maria, danach Kardinal (22. Februar 1672) und ab 19. Mai 1724 Papst Benedikt XIII. | Don Pietro Francesco Orsini (1649–1730), 12. Duca di Gravina etc.; Dominikaner unter dem Namen Vincenzo Maria, danach Kardinal (22. Februar 1672) und ab 19. Mai 1724 Papst Benedikt XIII. | Don Pietro Francesco Orsini (1649–1730), 12. Duca di Gravina etc.; Dominikaner unter dem Namen Vincenzo Maria, danach Kardinal (22. Februar 1672) und ab 19. Mai 1724 Papst Benedikt XIII. | Don Pietro Francesco Orsini (1649–1730), 12. Duca di Gravina etc.; Dominikaner unter dem Namen Vincenzo Maria, danach Kardinal (22. Februar 1672) und ab 19. Mai 1724 Papst Benedikt XIII. | Don Pietro Francesco Orsini (1649–1730), 12. Duca di Gravina etc.; Dominikaner unter dem Namen Vincenzo Maria, danach Kardinal (22. Februar 1672) und ab 19. Mai 1724 Papst Benedikt XIII. | Don Pietro Francesco Orsini (1649–1730), 12. Duca di Gravina etc.; Dominikaner unter dem Namen Vincenzo Maria, danach Kardinal (22. Februar 1672) und ab 19. Mai 1724 Papst Benedikt XIII. | | | (1. ⚭ 1671) Luigia Altieri († 1678), Tochter von Don Angelo Albertoni Altieri                                                                                                 | (1. ⚭ 1671) Luigia Altieri († 1678), Tochter von Don Angelo Albertoni Altieri                                                                                                 | (1. ⚭ 1671) Luigia Altieri († 1678), Tochter von Don Angelo Albertoni Altieri                                                            | (1. ⚭ 1671) Luigia Altieri († 1678), Tochter von Don Angelo Albertoni Altieri                                                            | (1. ⚭ 1671) Luigia Altieri († 1678), Tochter von Don Angelo Albertoni Altieri                                                            | (1. ⚭ 1671) Luigia Altieri († 1678), Tochter von Don Angelo Albertoni Altieri                                                            | | | Don Domenico (I.) Orsini (1652–1705), 13. Duca di Gravina seit 1667 etc.                                                                          | Don Domenico (I.) Orsini (1652–1705), 13. Duca di Gravina seit 1667 etc.                                                                          | Don Domenico (I.) Orsini (1652–1705), 13. Duca di Gravina seit 1667 etc.                                                                          | Don Domenico (I.) Orsini (1652–1705), 13. Duca di Gravina seit 1667 etc.                                                                          | Don Domenico (I.) Orsini (1652–1705), 13. Duca di Gravina seit 1667 etc.                                                                          | Don Domenico (I.) Orsini (1652–1705), 13. Duca di Gravina seit 1667 etc.                                                                          | | | (2. ⚭ 1683) Ippolita di Tocco, Tochter von Don Leonardo VI Signore di Apice                                                              | (2. ⚭ 1683) Ippolita di Tocco, Tochter von Don Leonardo VI Signore di Apice                                                              | (2. ⚭ 1683) Ippolita di Tocco, Tochter von Don Leonardo VI Signore di Apice                      | (2. ⚭ 1683) Ippolita di Tocco, Tochter von Don Leonardo VI Signore di Apice                      | (2. ⚭ 1683) Ippolita di Tocco, Tochter von Don Leonardo VI Signore di Apice                                    | (2. ⚭ 1683) Ippolita di Tocco, Tochter von Don Leonardo VI Signore di Apice                                    | | | | |
|                        |                        |                        |                        | | | | | | | | | | | | | | | | | | | | | | | | | | |                                                                                                  |                                                                                                  | | | | | | |
|                        |                        |                        |                        | | | | | | | | | | | | | | | | | | | | | | | | | | |                                                                                                  |                                                                                                  | | | | | | |
|                        |                        |                        |                        | | | | | Don Domenico II. Orsini (1719–1789), 15. Duca di Gravina, 6. Fürst von Solofra etc.; trat 1743 in den geistlichen Stand und verzichtete deshalb 1760 auf Titel und Herrschaft              | Don Domenico II. Orsini (1719–1789), 15. Duca di Gravina, 6. Fürst von Solofra etc.; trat 1743 in den geistlichen Stand und verzichtete deshalb 1760 auf Titel und Herrschaft              | Don Domenico II. Orsini (1719–1789), 15. Duca di Gravina, 6. Fürst von Solofra etc.; trat 1743 in den geistlichen Stand und verzichtete deshalb 1760 auf Titel und Herrschaft | Don Domenico II. Orsini (1719–1789), 15. Duca di Gravina, 6. Fürst von Solofra etc.; trat 1743 in den geistlichen Stand und verzichtete deshalb 1760 auf Titel und Herrschaft | Don Domenico II. Orsini (1719–1789), 15. Duca di Gravina, 6. Fürst von Solofra etc.; trat 1743 in den geistlichen Stand und verzichtete deshalb 1760 auf Titel und Herrschaft | Don Domenico II. Orsini (1719–1789), 15. Duca di Gravina, 6. Fürst von Solofra etc.; trat 1743 in den geistlichen Stand und verzichtete deshalb 1760 auf Titel und Herrschaft | | | (⚭ 1738) Anna Paola Flaminia Odescalchi († 1742), Tochter von Fürst Don Baldassarre, Duca di Bracciano                                   | (⚭ 1738) Anna Paola Flaminia Odescalchi († 1742), Tochter von Fürst Don Baldassarre, Duca di Bracciano                                   | (⚭ 1738) Anna Paola Flaminia Odescalchi († 1742), Tochter von Fürst Don Baldassarre, Duca di Bracciano                       | (⚭ 1738) Anna Paola Flaminia Odescalchi († 1742), Tochter von Fürst Don Baldassarre, Duca di Bracciano                       | (⚭ 1738) Anna Paola Flaminia Odescalchi († 1742), Tochter von Fürst Don Baldassarre, Duca di Bracciano                                            | (⚭ 1738) Anna Paola Flaminia Odescalchi († 1742), Tochter von Fürst Don Baldassarre, Duca di Bracciano                                            | | | | | | | | |                                                                                                  |                                                                                                  | | | | | | |
|                        |                        |                        |                        | | | | | Don Domenico II. Orsini (1719–1789), 15. Duca di Gravina, 6. Fürst von Solofra etc.; trat 1743 in den geistlichen Stand und verzichtete deshalb 1760 auf Titel und Herrschaft              | Don Domenico II. Orsini (1719–1789), 15. Duca di Gravina, 6. Fürst von Solofra etc.; trat 1743 in den geistlichen Stand und verzichtete deshalb 1760 auf Titel und Herrschaft              | Don Domenico II. Orsini (1719–1789), 15. Duca di Gravina, 6. Fürst von Solofra etc.; trat 1743 in den geistlichen Stand und verzichtete deshalb 1760 auf Titel und Herrschaft | Don Domenico II. Orsini (1719–1789), 15. Duca di Gravina, 6. Fürst von Solofra etc.; trat 1743 in den geistlichen Stand und verzichtete deshalb 1760 auf Titel und Herrschaft | Don Domenico II. Orsini (1719–1789), 15. Duca di Gravina, 6. Fürst von Solofra etc.; trat 1743 in den geistlichen Stand und verzichtete deshalb 1760 auf Titel und Herrschaft | Don Domenico II. Orsini (1719–1789), 15. Duca di Gravina, 6. Fürst von Solofra etc.; trat 1743 in den geistlichen Stand und verzichtete deshalb 1760 auf Titel und Herrschaft | | | (⚭ 1738) Anna Paola Flaminia Odescalchi († 1742), Tochter von Fürst Don Baldassarre, Duca di Bracciano                                   | (⚭ 1738) Anna Paola Flaminia Odescalchi († 1742), Tochter von Fürst Don Baldassarre, Duca di Bracciano                                   | (⚭ 1738) Anna Paola Flaminia Odescalchi († 1742), Tochter von Fürst Don Baldassarre, Duca di Bracciano                       | (⚭ 1738) Anna Paola Flaminia Odescalchi († 1742), Tochter von Fürst Don Baldassarre, Duca di Bracciano                       | (⚭ 1738) Anna Paola Flaminia Odescalchi († 1742), Tochter von Fürst Don Baldassarre, Duca di Bracciano                                            | (⚭ 1738) Anna Paola Flaminia Odescalchi († 1742), Tochter von Fürst Don Baldassarre, Duca di Bracciano                                            | | | | | | | | |                                                                                                  |                                                                                                  | | | | | | |
|                        |                        |                        |                        | | | | | | | | | | | | | | | | | | | | | | | | | | |                                                                                                  |                                                                                                  | | | | | | |
|                        |                        |                        |                        | | | | | | | | | | | | | | | | | | | | | | | | | | |                                                                                                  |                                                                                                  | | | | | | |
|                        |                        |                        |                        | Don Filippo Bernualdo (getauft Amadeo) Orsini (1742–1824), 16. Duca di Gravina, 7. Fürst von Solofra etc.                                                                                  | Don Filippo Bernualdo (getauft Amadeo) Orsini (1742–1824), 16. Duca di Gravina, 7. Fürst von Solofra etc.                                                                                  | Don Filippo Bernualdo (getauft Amadeo) Orsini (1742–1824), 16. Duca di Gravina, 7. Fürst von Solofra etc.                                                                                  | Don Filippo Bernualdo (getauft Amadeo) Orsini (1742–1824), 16. Duca di Gravina, 7. Fürst von Solofra etc.                                                                                  | Don Filippo Bernualdo (getauft Amadeo) Orsini (1742–1824), 16. Duca di Gravina, 7. Fürst von Solofra etc.                                                                                  | Don Filippo Bernualdo (getauft Amadeo) Orsini (1742–1824), 16. Duca di Gravina, 7. Fürst von Solofra etc.                                                                                  | | | (⚭ 1762) Maria Teresa Caracciolo, Tochter des Fürsten Don Marino Francesco, 7. Fürst von Avellino                                                                             | (⚭ 1762) Maria Teresa Caracciolo, Tochter des Fürsten Don Marino Francesco, 7. Fürst von Avellino                                                                             | (⚭ 1762) Maria Teresa Caracciolo, Tochter des Fürsten Don Marino Francesco, 7. Fürst von Avellino                                        | (⚭ 1762) Maria Teresa Caracciolo, Tochter des Fürsten Don Marino Francesco, 7. Fürst von Avellino                                        | (⚭ 1762) Maria Teresa Caracciolo, Tochter des Fürsten Don Marino Francesco, 7. Fürst von Avellino                                        | (⚭ 1762) Maria Teresa Caracciolo, Tochter des Fürsten Don Marino Francesco, 7. Fürst von Avellino                                        | | | Don Domenico Orsini (1765–1790); vor seinem Vater und noch vor Geburt des Sohnes verstorben                                                       | Don Domenico Orsini (1765–1790); vor seinem Vater und noch vor Geburt des Sohnes verstorben                                                       | Don Domenico Orsini (1765–1790); vor seinem Vater und noch vor Geburt des Sohnes verstorben                                                       | Don Domenico Orsini (1765–1790); vor seinem Vater und noch vor Geburt des Sohnes verstorben                                                       | Don Domenico Orsini (1765–1790); vor seinem Vater und noch vor Geburt des Sohnes verstorben                                                       | Don Domenico Orsini (1765–1790); vor seinem Vater und noch vor Geburt des Sohnes verstorben                                                       | | | Faustina Caracciolo, Tochter von Don Giuseppe. 6. Fürst von Torella                                                                      | Faustina Caracciolo, Tochter von Don Giuseppe. 6. Fürst von Torella                                                                      | Faustina Caracciolo, Tochter von Don Giuseppe. 6. Fürst von Torella                              | Faustina Caracciolo, Tochter von Don Giuseppe. 6. Fürst von Torella                              | Faustina Caracciolo, Tochter von Don Giuseppe. 6. Fürst von Torella                                            | Faustina Caracciolo, Tochter von Don Giuseppe. 6. Fürst von Torella                                            | | | | |
|                        |                        |                        |                        | Don Filippo Bernualdo (getauft Amadeo) Orsini (1742–1824), 16. Duca di Gravina, 7. Fürst von Solofra etc.                                                                                  | Don Filippo Bernualdo (getauft Amadeo) Orsini (1742–1824), 16. Duca di Gravina, 7. Fürst von Solofra etc.                                                                                  | Don Filippo Bernualdo (getauft Amadeo) Orsini (1742–1824), 16. Duca di Gravina, 7. Fürst von Solofra etc.                                                                                  | Don Filippo Bernualdo (getauft Amadeo) Orsini (1742–1824), 16. Duca di Gravina, 7. Fürst von Solofra etc.                                                                                  | Don Filippo Bernualdo (getauft Amadeo) Orsini (1742–1824), 16. Duca di Gravina, 7. Fürst von Solofra etc.                                                                                  | Don Filippo Bernualdo (getauft Amadeo) Orsini (1742–1824), 16. Duca di Gravina, 7. Fürst von Solofra etc.                                                                                  | | | (⚭ 1762) Maria Teresa Caracciolo, Tochter des Fürsten Don Marino Francesco, 7. Fürst von Avellino                                                                             | (⚭ 1762) Maria Teresa Caracciolo, Tochter des Fürsten Don Marino Francesco, 7. Fürst von Avellino                                                                             | (⚭ 1762) Maria Teresa Caracciolo, Tochter des Fürsten Don Marino Francesco, 7. Fürst von Avellino                                        | (⚭ 1762) Maria Teresa Caracciolo, Tochter des Fürsten Don Marino Francesco, 7. Fürst von Avellino                                        | (⚭ 1762) Maria Teresa Caracciolo, Tochter des Fürsten Don Marino Francesco, 7. Fürst von Avellino                                        | (⚭ 1762) Maria Teresa Caracciolo, Tochter des Fürsten Don Marino Francesco, 7. Fürst von Avellino                                        | | | Don Domenico Orsini (1765–1790); vor seinem Vater und noch vor Geburt des Sohnes verstorben                                                       | Don Domenico Orsini (1765–1790); vor seinem Vater und noch vor Geburt des Sohnes verstorben                                                       | Don Domenico Orsini (1765–1790); vor seinem Vater und noch vor Geburt des Sohnes verstorben                                                       | Don Domenico Orsini (1765–1790); vor seinem Vater und noch vor Geburt des Sohnes verstorben                                                       | Don Domenico Orsini (1765–1790); vor seinem Vater und noch vor Geburt des Sohnes verstorben                                                       | Don Domenico Orsini (1765–1790); vor seinem Vater und noch vor Geburt des Sohnes verstorben                                                       | | | Faustina Caracciolo, Tochter von Don Giuseppe. 6. Fürst von Torella                                                                      | Faustina Caracciolo, Tochter von Don Giuseppe. 6. Fürst von Torella                                                                      | Faustina Caracciolo, Tochter von Don Giuseppe. 6. Fürst von Torella                              | Faustina Caracciolo, Tochter von Don Giuseppe. 6. Fürst von Torella                              | Faustina Caracciolo, Tochter von Don Giuseppe. 6. Fürst von Torella                                            | Faustina Caracciolo, Tochter von Don Giuseppe. 6. Fürst von Torella                                            | | | | |
|                        |                        |                        |                        | | | | | | | | | | | | | | | | | | | | | | | | | | |                                                                                                  |                                                                                                  | | | | | | |
|                        |                        |                        |                        | | | | | | | | | | | | | | | | | | | | | | | | | | |                                                                                                  |                                                                                                  | | | | | | |
|                        |                        |                        |                        | | | | | | | | | | | | | | | | | Don Domenico (III.) Orsini (1790–1874), 17. Duca di Gravina, seit 1854 römischer Fürst (Principe romano) etc.                                     | Don Domenico (III.) Orsini (1790–1874), 17. Duca di Gravina, seit 1854 römischer Fürst (Principe romano) etc.                                     | Don Domenico (III.) Orsini (1790–1874), 17. Duca di Gravina, seit 1854 römischer Fürst (Principe romano) etc.                                     | Don Domenico (III.) Orsini (1790–1874), 17. Duca di Gravina, seit 1854 römischer Fürst (Principe romano) etc.                                     | Don Domenico (III.) Orsini (1790–1874), 17. Duca di Gravina, seit 1854 römischer Fürst (Principe romano) etc.                                     | Don Domenico (III.) Orsini (1790–1874), 17. Duca di Gravina, seit 1854 römischer Fürst (Principe romano) etc.                                     | | | (⚭ 1823) Maria Luisa Torlonia (1804–1883), Tochter von Don Giovanni, Duca di Poli und Guadagnolo                                         | (⚭ 1823) Maria Luisa Torlonia (1804–1883), Tochter von Don Giovanni, Duca di Poli und Guadagnolo                                         | (⚭ 1823) Maria Luisa Torlonia (1804–1883), Tochter von Don Giovanni, Duca di Poli und Guadagnolo | (⚭ 1823) Maria Luisa Torlonia (1804–1883), Tochter von Don Giovanni, Duca di Poli und Guadagnolo | (⚭ 1823) Maria Luisa Torlonia (1804–1883), Tochter von Don Giovanni, Duca di Poli und Guadagnolo               | (⚭ 1823) Maria Luisa Torlonia (1804–1883), Tochter von Don Giovanni, Duca di Poli und Guadagnolo               | | | | |
|                        |                        |                        |                        | | | | | | | | | | | | | | | | | Don Domenico (III.) Orsini (1790–1874), 17. Duca di Gravina, seit 1854 römischer Fürst (Principe romano) etc.                                     | Don Domenico (III.) Orsini (1790–1874), 17. Duca di Gravina, seit 1854 römischer Fürst (Principe romano) etc.                                     | Don Domenico (III.) Orsini (1790–1874), 17. Duca di Gravina, seit 1854 römischer Fürst (Principe romano) etc.                                     | Don Domenico (III.) Orsini (1790–1874), 17. Duca di Gravina, seit 1854 römischer Fürst (Principe romano) etc.                                     | Don Domenico (III.) Orsini (1790–1874), 17. Duca di Gravina, seit 1854 römischer Fürst (Principe romano) etc.                                     | Don Domenico (III.) Orsini (1790–1874), 17. Duca di Gravina, seit 1854 römischer Fürst (Principe romano) etc.                                     | | | (⚭ 1823) Maria Luisa Torlonia (1804–1883), Tochter von Don Giovanni, Duca di Poli und Guadagnolo                                         | (⚭ 1823) Maria Luisa Torlonia (1804–1883), Tochter von Don Giovanni, Duca di Poli und Guadagnolo                                         | (⚭ 1823) Maria Luisa Torlonia (1804–1883), Tochter von Don Giovanni, Duca di Poli und Guadagnolo | (⚭ 1823) Maria Luisa Torlonia (1804–1883), Tochter von Don Giovanni, Duca di Poli und Guadagnolo | (⚭ 1823) Maria Luisa Torlonia (1804–1883), Tochter von Don Giovanni, Duca di Poli und Guadagnolo               | (⚭ 1823) Maria Luisa Torlonia (1804–1883), Tochter von Don Giovanni, Duca di Poli und Guadagnolo               | | | | |
|                        |                        |                        |                        | | | | | | | | | | | | | | | | | | | | | | | | | | |                                                                                                  |                                                                                                  | | | | | | |
|                        |                        |                        |                        | | | | | | | | | | | | | | | | | | | | | | | | | | |                                                                                                  |                                                                                                  | | | | | | |
|                        |                        |                        |                        | | | | | | | | | Don Filippo Orsini (1842–1924), 18. Duca di Gravina, 6. römischer Fürst etc.                                                                                                  | Don Filippo Orsini (1842–1924), 18. Duca di Gravina, 6. römischer Fürst etc.                                                                                                  | Don Filippo Orsini (1842–1924), 18. Duca di Gravina, 6. römischer Fürst etc.                                                             | Don Filippo Orsini (1842–1924), 18. Duca di Gravina, 6. römischer Fürst etc.                                                             | Don Filippo Orsini (1842–1924), 18. Duca di Gravina, 6. römischer Fürst etc.                                                             | Don Filippo Orsini (1842–1924), 18. Duca di Gravina, 6. römischer Fürst etc.                                                             | | | (⚭ 1865 in Wien) Giulia Gräfin von Hoyos-Wenckheim (1847–1909), Tochter des Grafen Enrico Zichy zu Zich und Vásonykeö                             | (⚭ 1865 in Wien) Giulia Gräfin von Hoyos-Wenckheim (1847–1909), Tochter des Grafen Enrico Zichy zu Zich und Vásonykeö                             | (⚭ 1865 in Wien) Giulia Gräfin von Hoyos-Wenckheim (1847–1909), Tochter des Grafen Enrico Zichy zu Zich und Vásonykeö                             | (⚭ 1865 in Wien) Giulia Gräfin von Hoyos-Wenckheim (1847–1909), Tochter des Grafen Enrico Zichy zu Zich und Vásonykeö                             | (⚭ 1865 in Wien) Giulia Gräfin von Hoyos-Wenckheim (1847–1909), Tochter des Grafen Enrico Zichy zu Zich und Vásonykeö                             | (⚭ 1865 in Wien) Giulia Gräfin von Hoyos-Wenckheim (1847–1909), Tochter des Grafen Enrico Zichy zu Zich und Vásonykeö                             | | | | |                                                                                                  |                                                                                                  | | | | | | |
|                        |                        |                        |                        | | | | | | | | | Don Filippo Orsini (1842–1924), 18. Duca di Gravina, 6. römischer Fürst etc.                                                                                                  | Don Filippo Orsini (1842–1924), 18. Duca di Gravina, 6. römischer Fürst etc.                                                                                                  | Don Filippo Orsini (1842–1924), 18. Duca di Gravina, 6. römischer Fürst etc.                                                             | Don Filippo Orsini (1842–1924), 18. Duca di Gravina, 6. römischer Fürst etc.                                                             | Don Filippo Orsini (1842–1924), 18. Duca di Gravina, 6. römischer Fürst etc.                                                             | Don Filippo Orsini (1842–1924), 18. Duca di Gravina, 6. römischer Fürst etc.                                                             | | | (⚭ 1865 in Wien) Giulia Gräfin von Hoyos-Wenckheim (1847–1909), Tochter des Grafen Enrico Zichy zu Zich und Vásonykeö                             | (⚭ 1865 in Wien) Giulia Gräfin von Hoyos-Wenckheim (1847–1909), Tochter des Grafen Enrico Zichy zu Zich und Vásonykeö                             | (⚭ 1865 in Wien) Giulia Gräfin von Hoyos-Wenckheim (1847–1909), Tochter des Grafen Enrico Zichy zu Zich und Vásonykeö                             | (⚭ 1865 in Wien) Giulia Gräfin von Hoyos-Wenckheim (1847–1909), Tochter des Grafen Enrico Zichy zu Zich und Vásonykeö                             | (⚭ 1865 in Wien) Giulia Gräfin von Hoyos-Wenckheim (1847–1909), Tochter des Grafen Enrico Zichy zu Zich und Vásonykeö                             | (⚭ 1865 in Wien) Giulia Gräfin von Hoyos-Wenckheim (1847–1909), Tochter des Grafen Enrico Zichy zu Zich und Vásonykeö                             | | | | |                                                                                                  |                                                                                                  | | | | | | |
|                        |                        |                        |                        | | | | | | | | | | | | | | | | | | | | | | | | | | |                                                                                                  |                                                                                                  | | | | | | |
|                        |                        |                        |                        | | | | | (1. ⚭ 1891 in Neapel) Domenica Varo (1867–1919), Tochter des Conte Senatore Domenico Salerni                                                                                               | (1. ⚭ 1891 in Neapel) Domenica Varo (1867–1919), Tochter des Conte Senatore Domenico Salerni                                                                                               | (1. ⚭ 1891 in Neapel) Domenica Varo (1867–1919), Tochter des Conte Senatore Domenico Salerni                                                                                  | (1. ⚭ 1891 in Neapel) Domenica Varo (1867–1919), Tochter des Conte Senatore Domenico Salerni                                                                                  | (1. ⚭ 1891 in Neapel) Domenica Varo (1867–1919), Tochter des Conte Senatore Domenico Salerni                                                                                  | (1. ⚭ 1891 in Neapel) Domenica Varo (1867–1919), Tochter des Conte Senatore Domenico Salerni                                                                                  | | | Don Domenico Napoleone Orsini (1868–1947), 19. Duca di Gravina, 10. Fürst von Solofra etc.                                               | Don Domenico Napoleone Orsini (1868–1947), 19. Duca di Gravina, 10. Fürst von Solofra etc.                                               | Don Domenico Napoleone Orsini (1868–1947), 19. Duca di Gravina, 10. Fürst von Solofra etc.                                   | Don Domenico Napoleone Orsini (1868–1947), 19. Duca di Gravina, 10. Fürst von Solofra etc.                                   | Don Domenico Napoleone Orsini (1868–1947), 19. Duca di Gravina, 10. Fürst von Solofra etc.                                                        | Don Domenico Napoleone Orsini (1868–1947), 19. Duca di Gravina, 10. Fürst von Solofra etc.                                                        | | | (2. ⚭ 1924 in Deauville) Laura Schwarz (* 1883 in Los Angeles oder Pasadena; † USA)                                                               | (2. ⚭ 1924 in Deauville) Laura Schwarz (* 1883 in Los Angeles oder Pasadena; † USA)                                                               | (2. ⚭ 1924 in Deauville) Laura Schwarz (* 1883 in Los Angeles oder Pasadena; † USA)                                                      | (2. ⚭ 1924 in Deauville) Laura Schwarz (* 1883 in Los Angeles oder Pasadena; † USA)                                                      | (2. ⚭ 1924 in Deauville) Laura Schwarz (* 1883 in Los Angeles oder Pasadena; † USA)                                                      | (2. ⚭ 1924 in Deauville) Laura Schwarz (* 1883 in Los Angeles oder Pasadena; † USA)                                                      |                                                                                                  |                                                                                                  | | | | | | |
|                        |                        |                        |                        | | | | | (1. ⚭ 1891 in Neapel) Domenica Varo (1867–1919), Tochter des Conte Senatore Domenico Salerni                                                                                               | (1. ⚭ 1891 in Neapel) Domenica Varo (1867–1919), Tochter des Conte Senatore Domenico Salerni                                                                                               | (1. ⚭ 1891 in Neapel) Domenica Varo (1867–1919), Tochter des Conte Senatore Domenico Salerni                                                                                  | (1. ⚭ 1891 in Neapel) Domenica Varo (1867–1919), Tochter des Conte Senatore Domenico Salerni                                                                                  | (1. ⚭ 1891 in Neapel) Domenica Varo (1867–1919), Tochter des Conte Senatore Domenico Salerni                                                                                  | (1. ⚭ 1891 in Neapel) Domenica Varo (1867–1919), Tochter des Conte Senatore Domenico Salerni                                                                                  | | | Don Domenico Napoleone Orsini (1868–1947), 19. Duca di Gravina, 10. Fürst von Solofra etc.                                               | Don Domenico Napoleone Orsini (1868–1947), 19. Duca di Gravina, 10. Fürst von Solofra etc.                                               | Don Domenico Napoleone Orsini (1868–1947), 19. Duca di Gravina, 10. Fürst von Solofra etc.                                   | Don Domenico Napoleone Orsini (1868–1947), 19. Duca di Gravina, 10. Fürst von Solofra etc.                                   | Don Domenico Napoleone Orsini (1868–1947), 19. Duca di Gravina, 10. Fürst von Solofra etc.                                                        | Don Domenico Napoleone Orsini (1868–1947), 19. Duca di Gravina, 10. Fürst von Solofra etc.                                                        | | | (2. ⚭ 1924 in Deauville) Laura Schwarz (* 1883 in Los Angeles oder Pasadena; † USA)                                                               | (2. ⚭ 1924 in Deauville) Laura Schwarz (* 1883 in Los Angeles oder Pasadena; † USA)                                                               | (2. ⚭ 1924 in Deauville) Laura Schwarz (* 1883 in Los Angeles oder Pasadena; † USA)                                                      | (2. ⚭ 1924 in Deauville) Laura Schwarz (* 1883 in Los Angeles oder Pasadena; † USA)                                                      | (2. ⚭ 1924 in Deauville) Laura Schwarz (* 1883 in Los Angeles oder Pasadena; † USA)                                                      | (2. ⚭ 1924 in Deauville) Laura Schwarz (* 1883 in Los Angeles oder Pasadena; † USA)                                                      |                                                                                                  |                                                                                                  | | | | | | |
|                        |                        |                        |                        | | | | | | | | | | | | | | | | | | | | | | | | | | |                                                                                                  |                                                                                                  | | | | | | |
|                        |                        |                        |                        | | | | | | | | | Don Virginio Orsini (1892–1972), 20. Duca di Gravina, 11. Fürst von Solofra etc.                                                                                              | Don Virginio Orsini (1892–1972), 20. Duca di Gravina, 11. Fürst von Solofra etc.                                                                                              | Don Virginio Orsini (1892–1972), 20. Duca di Gravina, 11. Fürst von Solofra etc.                                                         | Don Virginio Orsini (1892–1972), 20. Duca di Gravina, 11. Fürst von Solofra etc.                                                         | Don Virginio Orsini (1892–1972), 20. Duca di Gravina, 11. Fürst von Solofra etc.                                                         | Don Virginio Orsini (1892–1972), 20. Duca di Gravina, 11. Fürst von Solofra etc.                                                         | | | (⚭ 1919 in Mailand) Adele Pensa (1896–1979) | (⚭ 1919 in Mailand) Adele Pensa (1896–1979) | (⚭ 1919 in Mailand) Adele Pensa (1896–1979) | (⚭ 1919 in Mailand) Adele Pensa (1896–1979) | (⚭ 1919 in Mailand) Adele Pensa (1896–1979) | (⚭ 1919 in Mailand) Adele Pensa (1896–1979) | | | | |                                                                                                  |                                                                                                  | | | | | | |
|                        |                        |                        |                        | | | | | | | | | Don Virginio Orsini (1892–1972), 20. Duca di Gravina, 11. Fürst von Solofra etc.                                                                                              | Don Virginio Orsini (1892–1972), 20. Duca di Gravina, 11. Fürst von Solofra etc.                                                                                              | Don Virginio Orsini (1892–1972), 20. Duca di Gravina, 11. Fürst von Solofra etc.                                                         | Don Virginio Orsini (1892–1972), 20. Duca di Gravina, 11. Fürst von Solofra etc.                                                         | Don Virginio Orsini (1892–1972), 20. Duca di Gravina, 11. Fürst von Solofra etc.                                                         | Don Virginio Orsini (1892–1972), 20. Duca di Gravina, 11. Fürst von Solofra etc.                                                         | | | (⚭ 1919 in Mailand) Adele Pensa (1896–1979) | (⚭ 1919 in Mailand) Adele Pensa (1896–1979) | (⚭ 1919 in Mailand) Adele Pensa (1896–1979) | (⚭ 1919 in Mailand) Adele Pensa (1896–1979) | (⚭ 1919 in Mailand) Adele Pensa (1896–1979) | (⚭ 1919 in Mailand) Adele Pensa (1896–1979) | | | | |                                                                                                  |                                                                                                  | | | | | | |
|                        |                        |                        |                        | | | | | | | | | | | | | | | | | | | | | | | | | | |                                                                                                  |                                                                                                  | | | | | | |
|                        |                        |                        |                        | | | | | | | | | | | | | | | | | | | | | | | | | | |                                                                                                  |                                                                                                  | | | | | | |
|                        |                        |                        |                        | | | | | | | | | Don Filippo Orsini (1920–1984), 21. Duca di Gravina, 12. Fürst von Solofra etc.                                                                                               | Don Filippo Orsini (1920–1984), 21. Duca di Gravina, 12. Fürst von Solofra etc.                                                                                               | Don Filippo Orsini (1920–1984), 21. Duca di Gravina, 12. Fürst von Solofra etc.                                                          | Don Filippo Orsini (1920–1984), 21. Duca di Gravina, 12. Fürst von Solofra etc.                                                          | Don Filippo Orsini (1920–1984), 21. Duca di Gravina, 12. Fürst von Solofra etc.                                                          | Don Filippo Orsini (1920–1984), 21. Duca di Gravina, 12. Fürst von Solofra etc.                                                          | | | (⚭ 1946 in Pernumia) Francesca Romana Bonacossi (1926–2014), Marquise di San Michele Arcangelo, Tochter des Marquis Taino, Conte di Costa Bissara | (⚭ 1946 in Pernumia) Francesca Romana Bonacossi (1926–2014), Marquise di San Michele Arcangelo, Tochter des Marquis Taino, Conte di Costa Bissara | (⚭ 1946 in Pernumia) Francesca Romana Bonacossi (1926–2014), Marquise di San Michele Arcangelo, Tochter des Marquis Taino, Conte di Costa Bissara | (⚭ 1946 in Pernumia) Francesca Romana Bonacossi (1926–2014), Marquise di San Michele Arcangelo, Tochter des Marquis Taino, Conte di Costa Bissara | (⚭ 1946 in Pernumia) Francesca Romana Bonacossi (1926–2014), Marquise di San Michele Arcangelo, Tochter des Marquis Taino, Conte di Costa Bissara | (⚭ 1946 in Pernumia) Francesca Romana Bonacossi (1926–2014), Marquise di San Michele Arcangelo, Tochter des Marquis Taino, Conte di Costa Bissara | | | | |                                                                                                  |                                                                                                  | | | | | | |
|                        |                        |                        |                        | | | | | | | | | Don Filippo Orsini (1920–1984), 21. Duca di Gravina, 12. Fürst von Solofra etc.                                                                                               | Don Filippo Orsini (1920–1984), 21. Duca di Gravina, 12. Fürst von Solofra etc.                                                                                               | Don Filippo Orsini (1920–1984), 21. Duca di Gravina, 12. Fürst von Solofra etc.                                                          | Don Filippo Orsini (1920–1984), 21. Duca di Gravina, 12. Fürst von Solofra etc.                                                          | Don Filippo Orsini (1920–1984), 21. Duca di Gravina, 12. Fürst von Solofra etc.                                                          | Don Filippo Orsini (1920–1984), 21. Duca di Gravina, 12. Fürst von Solofra etc.                                                          | | | (⚭ 1946 in Pernumia) Francesca Romana Bonacossi (1926–2014), Marquise di San Michele Arcangelo, Tochter des Marquis Taino, Conte di Costa Bissara | (⚭ 1946 in Pernumia) Francesca Romana Bonacossi (1926–2014), Marquise di San Michele Arcangelo, Tochter des Marquis Taino, Conte di Costa Bissara | (⚭ 1946 in Pernumia) Francesca Romana Bonacossi (1926–2014), Marquise di San Michele Arcangelo, Tochter des Marquis Taino, Conte di Costa Bissara | (⚭ 1946 in Pernumia) Francesca Romana Bonacossi (1926–2014), Marquise di San Michele Arcangelo, Tochter des Marquis Taino, Conte di Costa Bissara | (⚭ 1946 in Pernumia) Francesca Romana Bonacossi (1926–2014), Marquise di San Michele Arcangelo, Tochter des Marquis Taino, Conte di Costa Bissara | (⚭ 1946 in Pernumia) Francesca Romana Bonacossi (1926–2014), Marquise di San Michele Arcangelo, Tochter des Marquis Taino, Conte di Costa Bissara | | | | |                                                                                                  |                                                                                                  | | | | | | |
|                        |                        |                        |                        | | | | | | | | | | | | | | | | | | | | | | | | | | |                                                                                                  |                                                                                                  | | | | | | |
|                        |                        |                        |                        | | | | | | | | | | | | | | | | | | | | | | | | | | |                                                                                                  |                                                                                                  | | | | | | |
|                        |                        |                        |                        | | | | | | | | | Don Domenico Napoleone Orsini (* 1948), 22. Duca di Gravina, 13. Fürst von Solofra, 12. Fürst von Vallata, 9. Fürst von Roccagorga etc.                                       | Don Domenico Napoleone Orsini (* 1948), 22. Duca di Gravina, 13. Fürst von Solofra, 12. Fürst von Vallata, 9. Fürst von Roccagorga etc.                                       | Don Domenico Napoleone Orsini (* 1948), 22. Duca di Gravina, 13. Fürst von Solofra, 12. Fürst von Vallata, 9. Fürst von Roccagorga etc.  | Don Domenico Napoleone Orsini (* 1948), 22. Duca di Gravina, 13. Fürst von Solofra, 12. Fürst von Vallata, 9. Fürst von Roccagorga etc.  | Don Domenico Napoleone Orsini (* 1948), 22. Duca di Gravina, 13. Fürst von Solofra, 12. Fürst von Vallata, 9. Fürst von Roccagorga etc.  | Don Domenico Napoleone Orsini (* 1948), 22. Duca di Gravina, 13. Fürst von Solofra, 12. Fürst von Vallata, 9. Fürst von Roccagorga etc.  | | | (⚭ 1977 in Rom) Martine Bernheim, Tochter des Bankiers Antoine Bernheim                                                                           | (⚭ 1977 in Rom) Martine Bernheim, Tochter des Bankiers Antoine Bernheim                                                                           | (⚭ 1977 in Rom) Martine Bernheim, Tochter des Bankiers Antoine Bernheim                                                                           | (⚭ 1977 in Rom) Martine Bernheim, Tochter des Bankiers Antoine Bernheim                                                                           | (⚭ 1977 in Rom) Martine Bernheim, Tochter des Bankiers Antoine Bernheim                                                                           | (⚭ 1977 in Rom) Martine Bernheim, Tochter des Bankiers Antoine Bernheim                                                                           | | | | |                                                                                                  |                                                                                                  | | | | | | |
|                        |                        |                        |                        | | | | | | | | | Don Domenico Napoleone Orsini (* 1948), 22. Duca di Gravina, 13. Fürst von Solofra, 12. Fürst von Vallata, 9. Fürst von Roccagorga etc.                                       | Don Domenico Napoleone Orsini (* 1948), 22. Duca di Gravina, 13. Fürst von Solofra, 12. Fürst von Vallata, 9. Fürst von Roccagorga etc.                                       | Don Domenico Napoleone Orsini (* 1948), 22. Duca di Gravina, 13. Fürst von Solofra, 12. Fürst von Vallata, 9. Fürst von Roccagorga etc.  | Don Domenico Napoleone Orsini (* 1948), 22. Duca di Gravina, 13. Fürst von Solofra, 12. Fürst von Vallata, 9. Fürst von Roccagorga etc.  | Don Domenico Napoleone Orsini (* 1948), 22. Duca di Gravina, 13. Fürst von Solofra, 12. Fürst von Vallata, 9. Fürst von Roccagorga etc.  | Don Domenico Napoleone Orsini (* 1948), 22. Duca di Gravina, 13. Fürst von Solofra, 12. Fürst von Vallata, 9. Fürst von Roccagorga etc.  | | | (⚭ 1977 in Rom) Martine Bernheim, Tochter des Bankiers Antoine Bernheim                                                                           | (⚭ 1977 in Rom) Martine Bernheim, Tochter des Bankiers Antoine Bernheim                                                                           | (⚭ 1977 in Rom) Martine Bernheim, Tochter des Bankiers Antoine Bernheim                                                                           | (⚭ 1977 in Rom) Martine Bernheim, Tochter des Bankiers Antoine Bernheim                                                                           | (⚭ 1977 in Rom) Martine Bernheim, Tochter des Bankiers Antoine Bernheim                                                                           | (⚭ 1977 in Rom) Martine Bernheim, Tochter des Bankiers Antoine Bernheim                                                                           | | | | |                                                                                                  |                                                                                                  | | | | | | |

- Inschrift an der Kirche Santa Maria sopra Minerva in Rom; Francesco Orsini († 1503), 4. Herzog von Gravina, hatte als Stadtpräfekt mit eigenem Vermögen dazu beigetragen, dass der Bau der Kirche vollendet wurde
- Mausoleum von Angela Castriota († 1518), Frau von Ferdinando Orsini, 5. Herzog von Gravina
- Denkmal für Papst Benedikt XIII. in Gravina
- Filippo Orsini (1842–1924), 18. Herzog von Gravina, im Ornat des Fürstassistenten des Päpstlichen Throns
- Domenico Napoleone Orsini (1868–1947), 19. Herzog von Gravina, im Ornat des Fürstassistenten des Päpstlichen Throns

## Herzöge von Bracciano

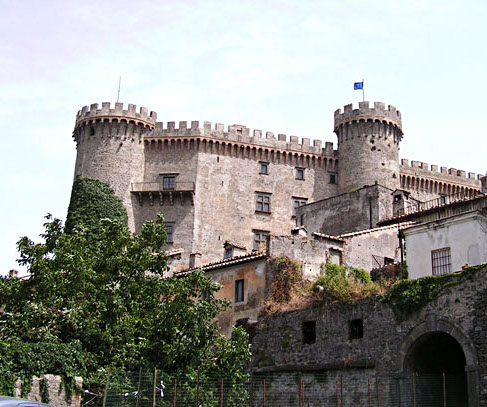
Castello Orsini-Odescalchi in Bracciano

- Paolo Giordano I. Orsini (1541–1585), 1560 1. Herzog von Bracciano
- Virginio Orsini (1572–1615), dessen Sohn, 2. Herzog von Bracciano, Ritter des Ordens vom Goldenen Vlies
- Paolo Giordano II. Orsini († 1656), dessen Sohn, Herzog von Bracciano, 1629 Reichsfürst
- Ferdinand IV. Orsini, dessen Bruder, Herzog von Bracciano
- Flavio Orsini († 1698), dessen Sohn, Herzog von Bracciano; ⚭ Marie-Anne de La Trémoille

Die Linie erlosch mit seinem Tod.

## Sonstige Familienmitglieder
In chronologischer Reihenfolge:
- Giordano Orsini († 1165), Kardinal
- Giordano Orsini (Kardinal 1278) († 1287)
- Matteo Rosso Orsini († 1246), römischer Senator
- Latino Malabranca Orsini († 1294), römischer Adliger, italienischer Kardinal und Neffe von Papst Nikolaus III.
- Matteo Rubeo Orsini († 1305), Kardinal der Römischen Kirche
- Francesco Napoleone Orsini († 1312), Kardinal der Römischen Kirche
- Giovanni Gaetano Orsini (Kardinal 1316) († 1335 oder 1339)
- Matteo Orsini († 1340), Kardinal der Römischen Kirche
- Napoleone Orsini (1263–1342), Kardinal der Römischen Kirche
- Giacomo Orsini († 1379), Kardinal der Römischen Kirche
- Poncello Orsini († 1395), Bischof von Aversa und Kardinal
- Tommaso Orsini († 1390), Kardinal der Römischen Kirche
- Giordano Orsini der Jüngere (1360/1370–1438), Erzbischof von Neapel und Kardinal
- Latino Orsini (1411–1477), Kardinal der Römischen Kirche
- Giordano Orsini (Condottiere) († 1484)
- Clarice Orsini (1453–1488), seit 1468 Gattin von Lorenzo il Magnifico
- Giovanni Battista Orsini (Kardinal) († 1503)
- Alfonsina Orsini (1472–1520), seit 1487 Gattin von Piero di Lorenzo de’ Medici
- Franciotto Orsini (1473–1534), Kardinal der Römischen Kirche
- Camillo Orsini (1492–1559), Marchese di Lamentana (della Mentana), Condottiere, auch Generalkapitän der Römischen Kirche aus dem Hause der Herzöge von Gravina
- Gerolama Orsini (um 1503–1570)
- Vicino Orsini (1523–1585), Offizier, Politiker, Philosoph, Mäzen, Schöpfer des Sacro Bosco in Bomarzo
- Giordano Orsini di Monterotondo (1525–1564), italienischer Condottiere
- Flavio Orsini (1532–1581), Kardinal der Römischen Kirche aus dem Hause der Herzöge von Gravina
- Alessandro Orsini (1592–1626), Kardinal der Römischen Kirche aus dem Hause der Herzöge von Bracciano
- Maria Felicia Orsini (1600–1666), Herzogin von Montmorency
- Virginio Orsini (Kardinal) (1615–1676), Kardinal der Römischen Kirche
- Domenico Orsini d’Aragona (1719–1789), Kardinal der Römischen Kirche